# Hyundai Sonata
Hyundai Sonata – samochód osobowy klasy średniej produkowany pod południowokoreańską marką Hyundai od 1985 roku. Od 2019 roku produkowana jest ósma generacja pojazdu.

## Pierwsza generacja

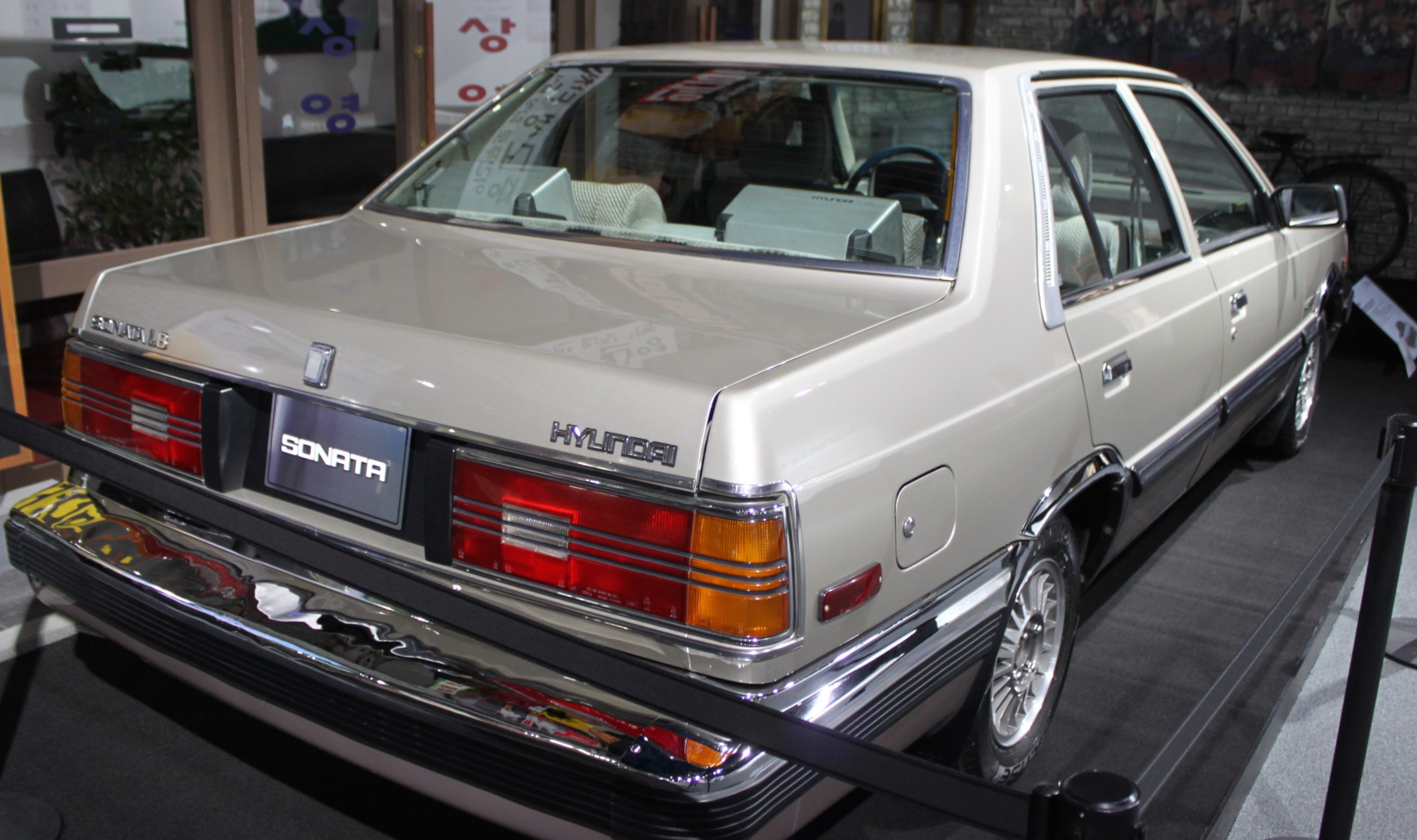
Hyundai Sonata I – tył

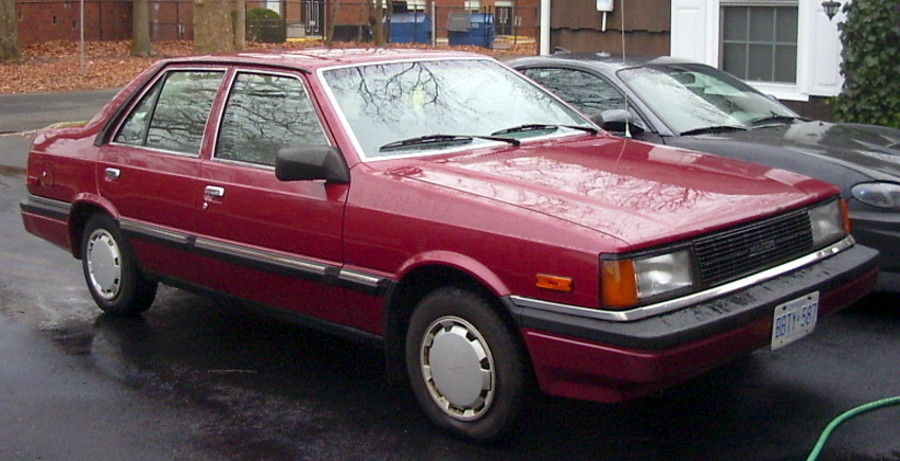
Hyundai Stellar – tańszy wariant

Hyundai Sonata I został zaprezentowany po raz pierwszy w 1985 roku.
Pierwsza generacja Sonaty została opracowana przez Hyundaia jako topowy, luksusowy wariant średniej wielkości sedana Stellar. Pod kątem wizualnym, samochód odróżniał chromowanymi ozdobnikami atrapy chłodnicy, zderzaków i obwódek okien.
Sonata pierwszej generacji, wzorem pokrewnego Stellara, była projektem autorstwa włoskiego studia projektowego Italdesign Giugiaro, z kolei podzespoły techniczne zapożyczono od produkowanego wcześniej przez Hyundaia licencyjnego Forda Cortiny. Czterocylindrowe jednostki napędowe o pojemności 1,8 lub 2 litrów dostarczało japońskie Mitsubishi, z którym południowokoreański producent był wówczas związany sojuszem.

### Sprzedaż
W przeciwieństwie do bazowego modelu, Hyundai Sonata oferowany był wyłącznie na wewnętrznym rynku Korei Południowej i nie był eksportowany na rynki globalne.
Samochód promowany był jako aspirujący do klasy premium, akcentując jego bogate wyposażenie i kierując go do klientów, którzy odnieśli sukces na fali sukcesów południowokoreańskiej gospodarki w drugiej połowie lat 80. XX wieku.

### Wyposażenie
- Luxury
- Super

W zależności od wybranej wersji wyposażeniowej pojazdu, auto wyposażone mogło być m.in. w tempomat, elektrycznie regulowane fotele, spryskiwacze reflektorów, elektryczne sterowanie lusterek.

### Silniki
- R4 1.8l Mitsubishi
- R4 2.0l Mitsubishi

## Druga generacja

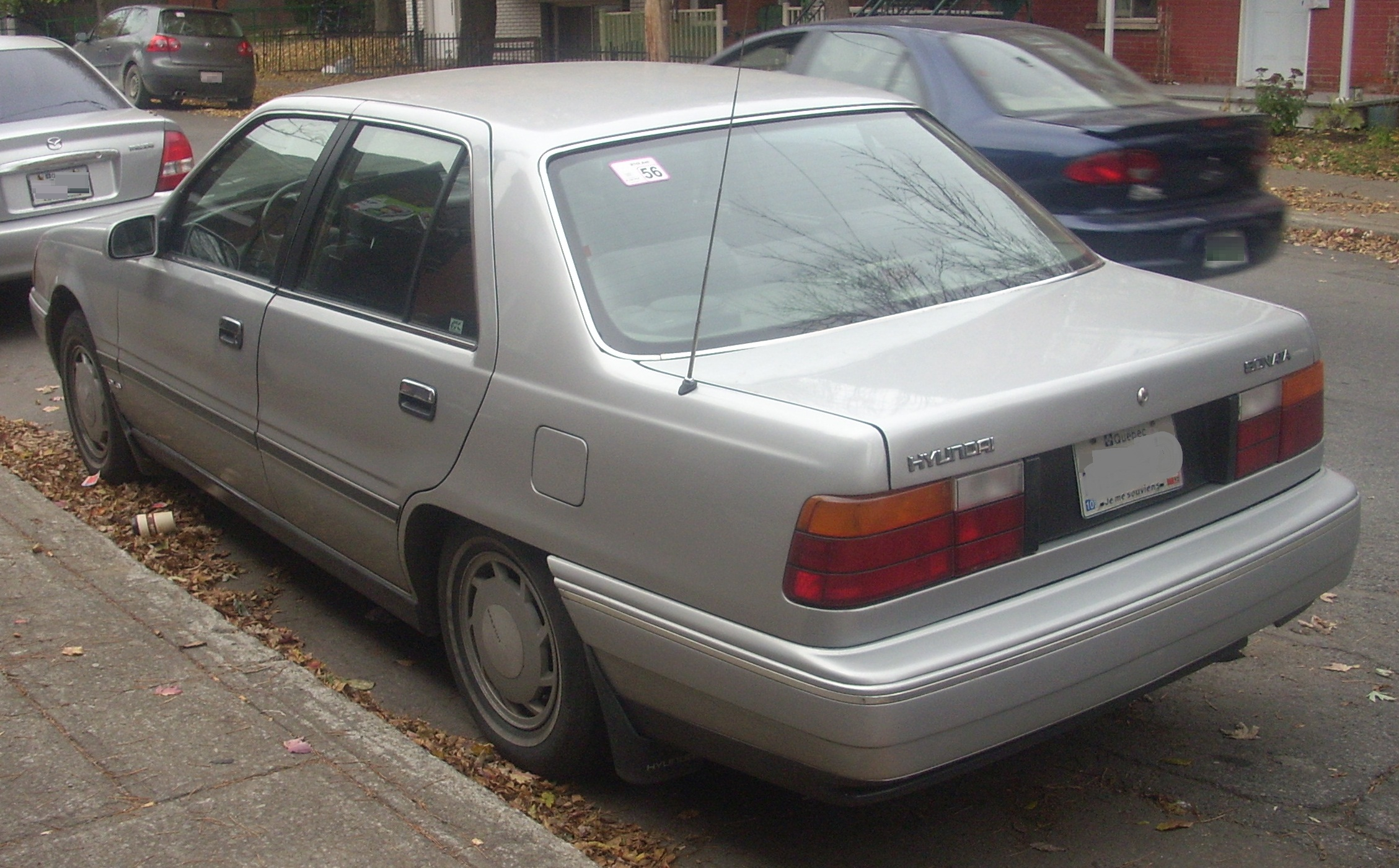
Hyundai Sonata II – tył

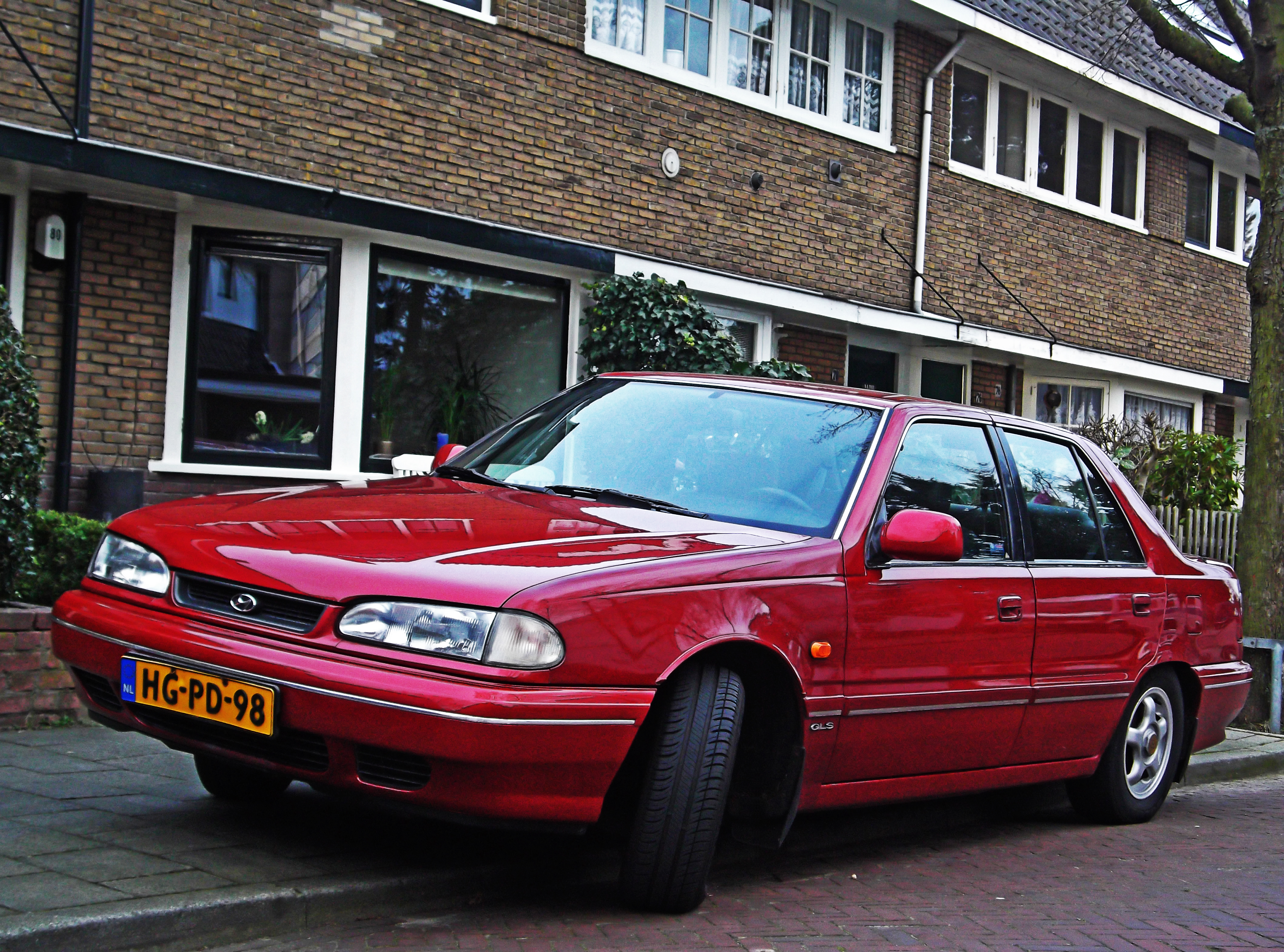
Hyundai Sonata II po liftingu

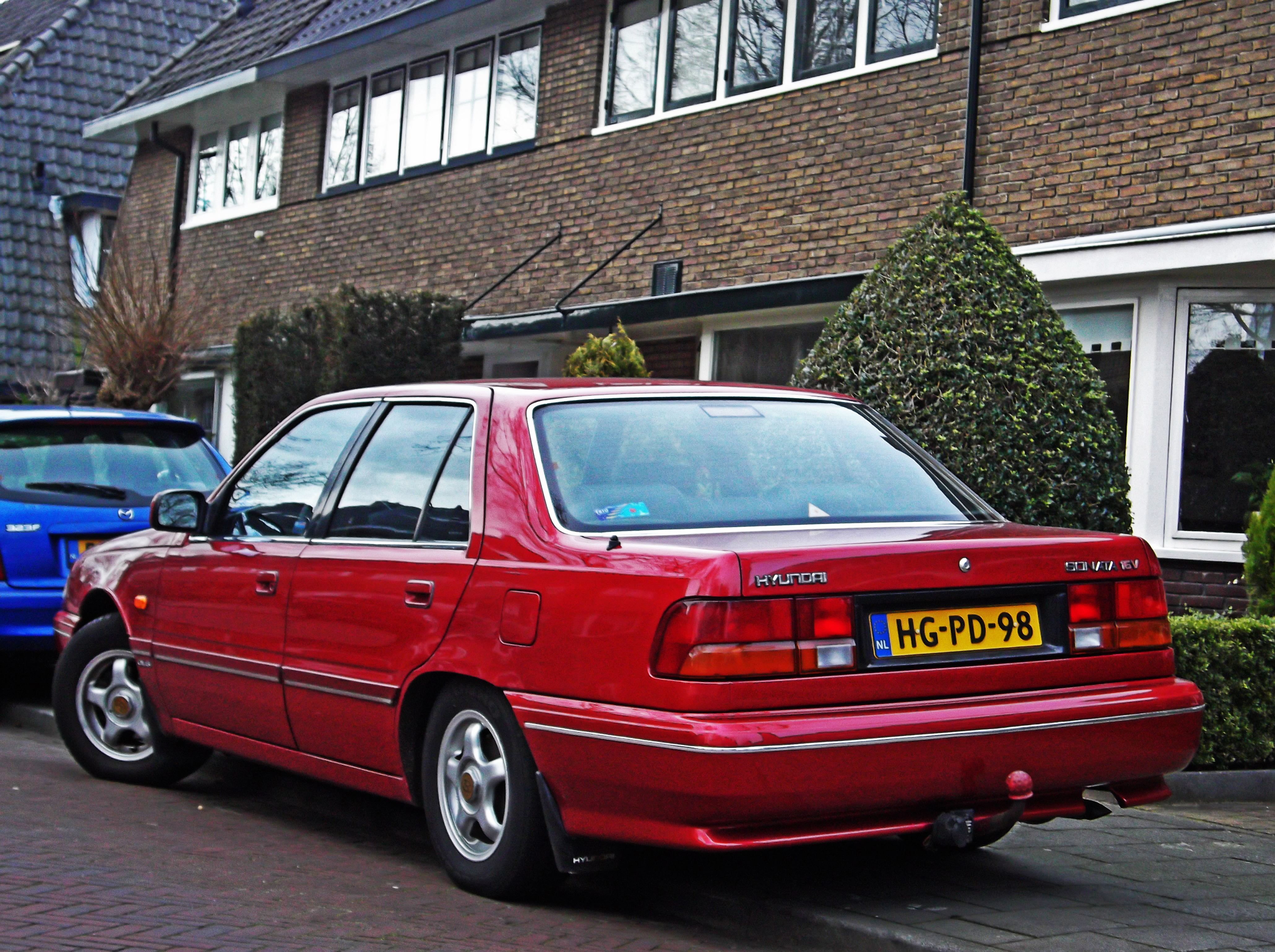
Hyundai Sonata II – tył po liftingu

Hyundai Sonata II został zaprezentowany po raz pierwszy w 1988 roku.
W drugiej połowie lat 80. XX wieku Hyundai zdecydował się opracować następcę modelu Stellar, nadając mu nazwę Sonata dotychczas stosowaną tylko dla luksusowej odmiany poprzednika oferowanej w Korei Południowej.
Zamiast przestarzałej technologii Forda, Sonata drugiej generacji powstała w ramach partnerstwa z Mitsubishi jako bliźnicza konstrukcja wobec sedana Galant.
Za projekt nadwozia ponownie odpowiadało z kolei włoskie studio Italdesign Giugiaro pod kierownictwem Giorgetto Giugiaro. W porównaniu do poprzednika, samochód otrzymał bardziej zaokrąglone kształty nadwozia z charakterystyczną linią biegnącą przez boczną część nadwozia, a także umieszczonymi na krawędziach kierunkowskazami.

### Lifting
W 1991 roku Hyundai Sonata drugiej generacji przeszedł obszerną restylizację nadwozia, która przyniosła zmiany w wyglądzie zarówno przedniej, jak i tylnej części nadwozia. Pas przedni zyskał węższe, dłuższe i bardziej zaokrąglone reflektory, z kolei tylne lampy otrzymały nowy, zmieniony układ żarówek.

### Sprzedaż
Po sukcesie kompaktowego modelu Excel, Hyundai zdecydował się rozpocząć eksport Sonaty drugiej generacji z Korei Południowej do Stanów Zjednoczonych, który z czasem został ograniczony z racji otwarcia bliżej umieszczonych zakładów w kanadyjskim Bromont.
W Ameryce Północnej samochód był pozycjonowany jako konkurent japońskich modeli jak Honda Accord czy Toyota Camry. Ponadto, samochód oferowano także na rynkach zachodnioeuropejskich, w Chinach i Ameryce Południowej.

### Wersje wyposażeniowe
- GL
- GLS

### Silniki
- R4 1.8l 105 KM
- R4 2.0l 110 KM
- R4 2.0l 131 KM
- R4 2.4l 110 KM
- V6 3.0l 146 KM

## Trzecia generacja

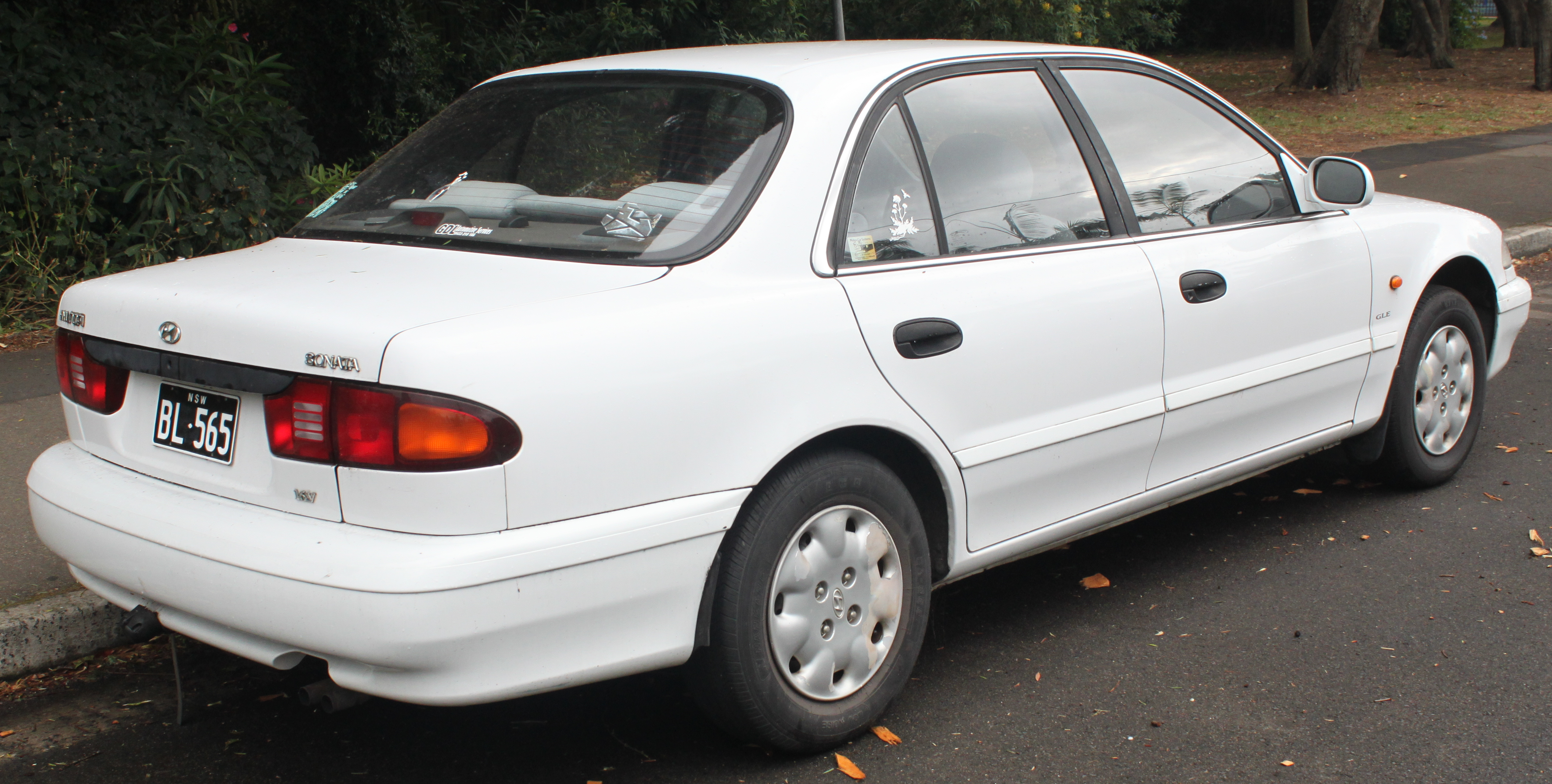
Hyundai Sonata III – tył

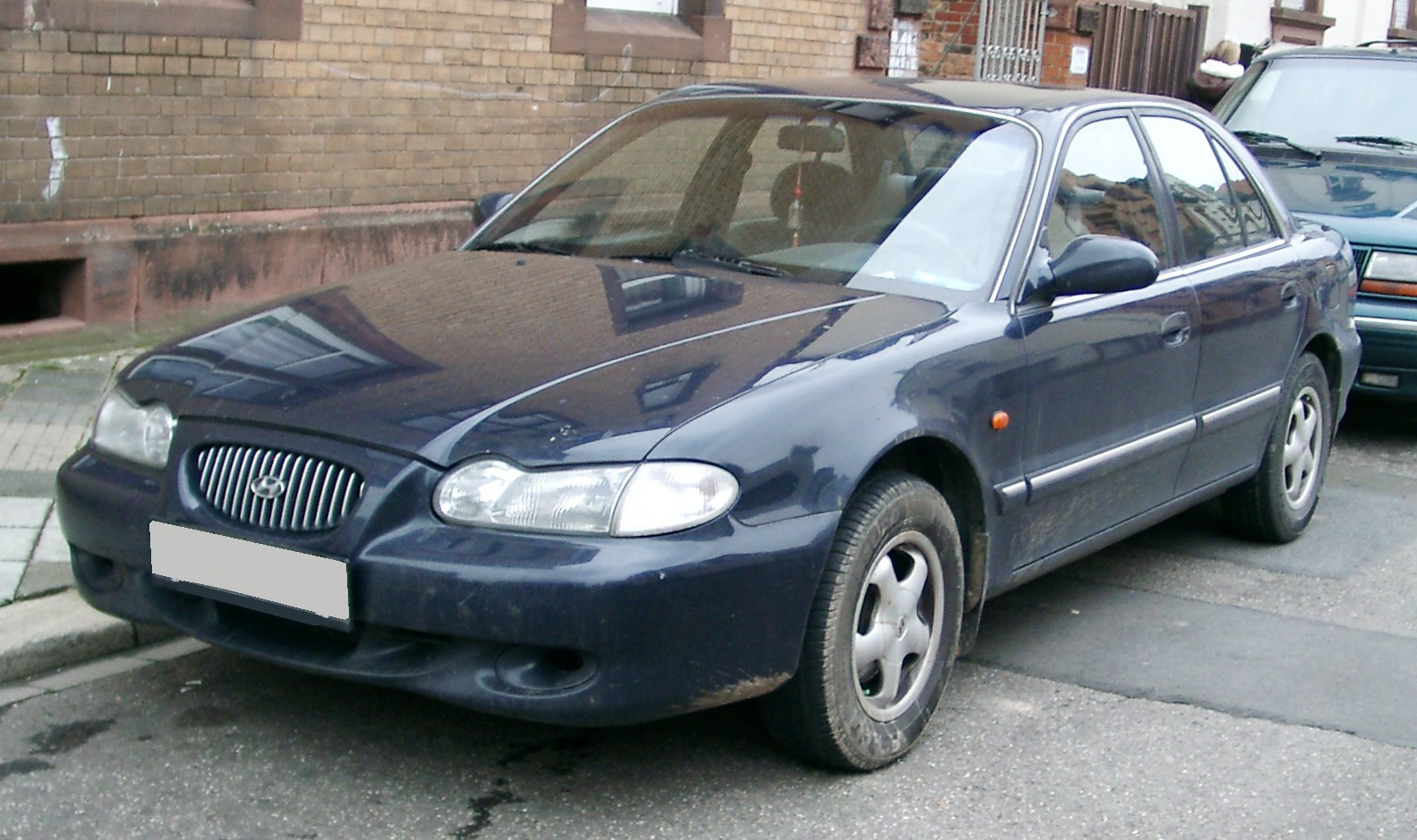
Hyundai Sonata III po liftingu

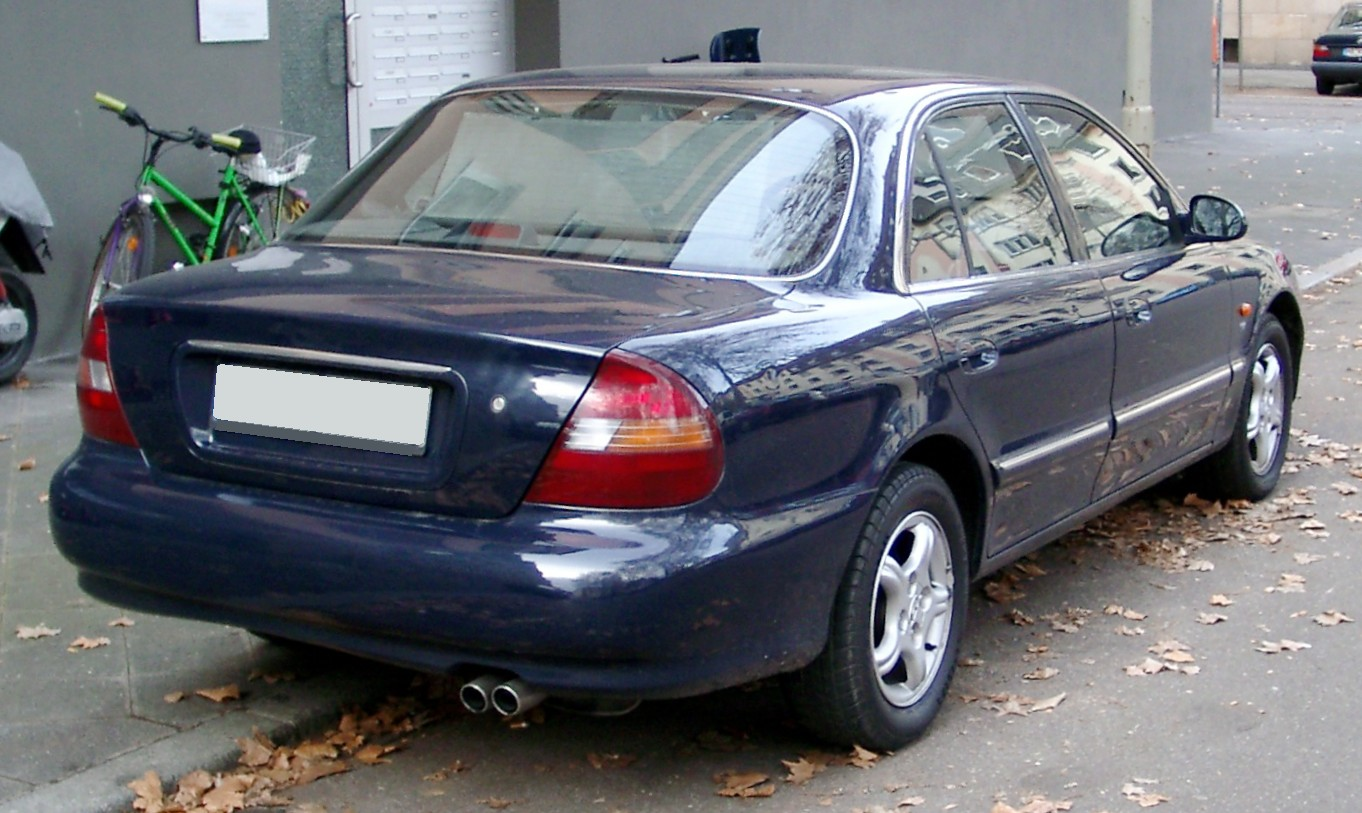
Hyundai Sonata III – tył po liftingu

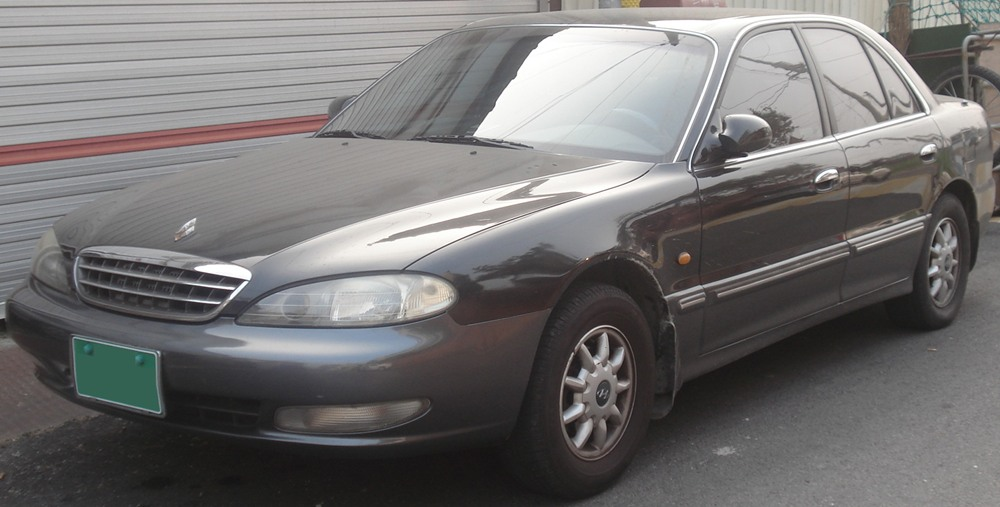
Hyundai Marcia

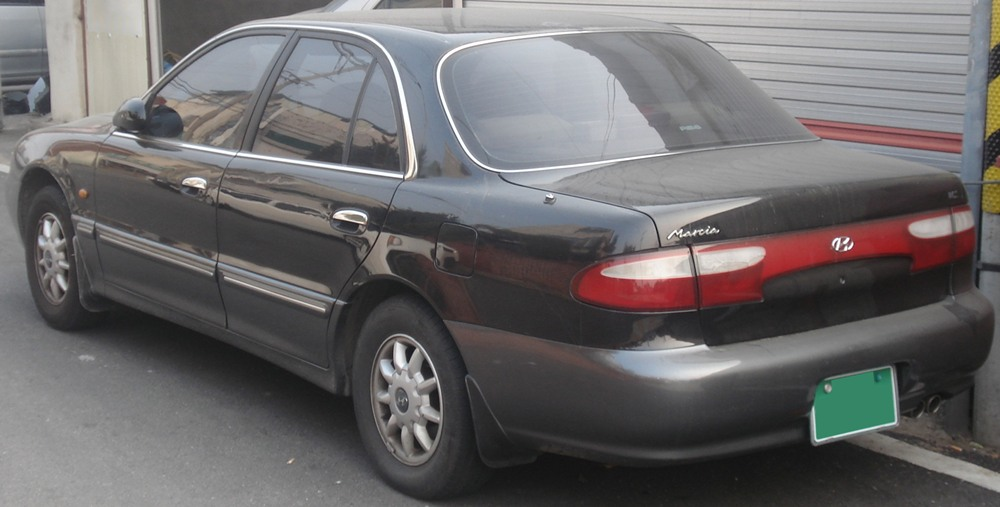
Hyundai Marcia – tył

Hyundai Sonata III został zaprezentowany po raz pierwszy w 1993 roku.
Trzecia generacja Sonaty powstała w ramach zupełnie nowej koncepcji, tym razem już jako samodzielna konstrukcja koncernu Hyundai Motor Group korzystająca z platformy Y3. Zapewniła ona przestronniejszą kabinę pasażerską i przestrzeń transportową, lepiej dostosowaną do konkurencji japońskiej.
Samochód zyskał smuklejszą sylwetkę z charakterystycznym, aerodynamicznym przodem z podłużną maską i po przeciwnej stronie krótkim, ściętym tyłem i wąskimi, wysoko umieszczonymi lampami. Producent zdecydował się też wyposażyć Sonatę trzeciej generacji w większą ilość dodatków z zakresu komfortu i bezpieczeństwa.
Rok po debiucie trzeciej generacji, w 1994 roku liczba wyprodukowanych egzemplarzy Sonaty w skali globalnej przekroczyła milion sztuk.

### Lifting
W 1996 roku Hyundai Sonata trzeciej generacji przeszedł gruntowną restylizację nadwozia, która przyniosła nowy projekt przedniej i tylnej części nadwozia. Pas przedni otrzymał awangardowe, bardziej zaokrąglone reflektory z charakterystycznym zadarciem ku górze, z kolei z tyłu zamiast wąskiego pasa lamp pojawiły się większe, umieszczone na krawędziach błotników lampy.

### Marcia
Podobnie jak na bazie większego modelu Grandeur w 1996 roku Hyundai przedstawił inaczej stylizowany i bardziej luksusowy wariant Dynasty, w tym samym roku w oparciu o Sonatę trzeciej generacji przy okazji restylizacji na wewnętrznym południowokoreańskim rynku zadebiutował model Hyundai Marcia.
Poza bogatszym wyposażeniem i bardziej luksusowym wystrojem kabiny pasażerskiej, samochód wyróżniał się agresywniej ukształtowanymi reflektorami i chromowaną atrapą chłodnicy, a także wąskie lampy biegnące przez szerokość nadwozia z odblaskowym paskiem między nimi.

### Sprzedaż
Przy okazji trzeciej generacji Hyundaia Sonaty, producent zdecydował się zwiększyć zasięg rynkowy pojazdu o kolejne duże rynku zbytu. Samochód trafił do sprzedaży na większej liczbie rynków europejskich, we Włoszech otrzymując nazwę Hyundai Sonica. Po raz pierwszy Sonatę zaoferowano także w Australii.

### Silniki
- L4 1.8l
- L4 2.0l
- V6 3.0l

## Czwarta generacja

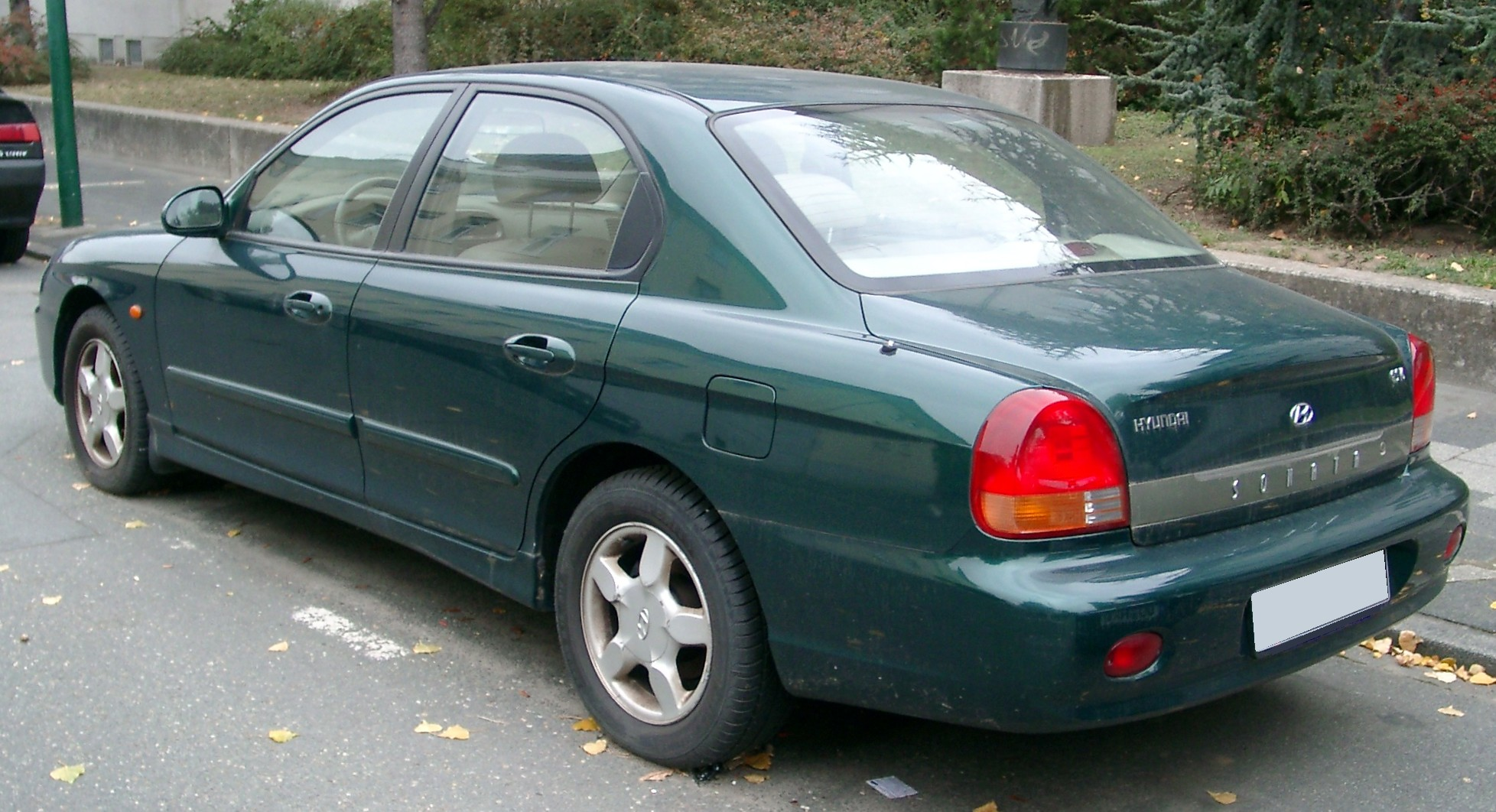
Hyundai Sonata IV – tył

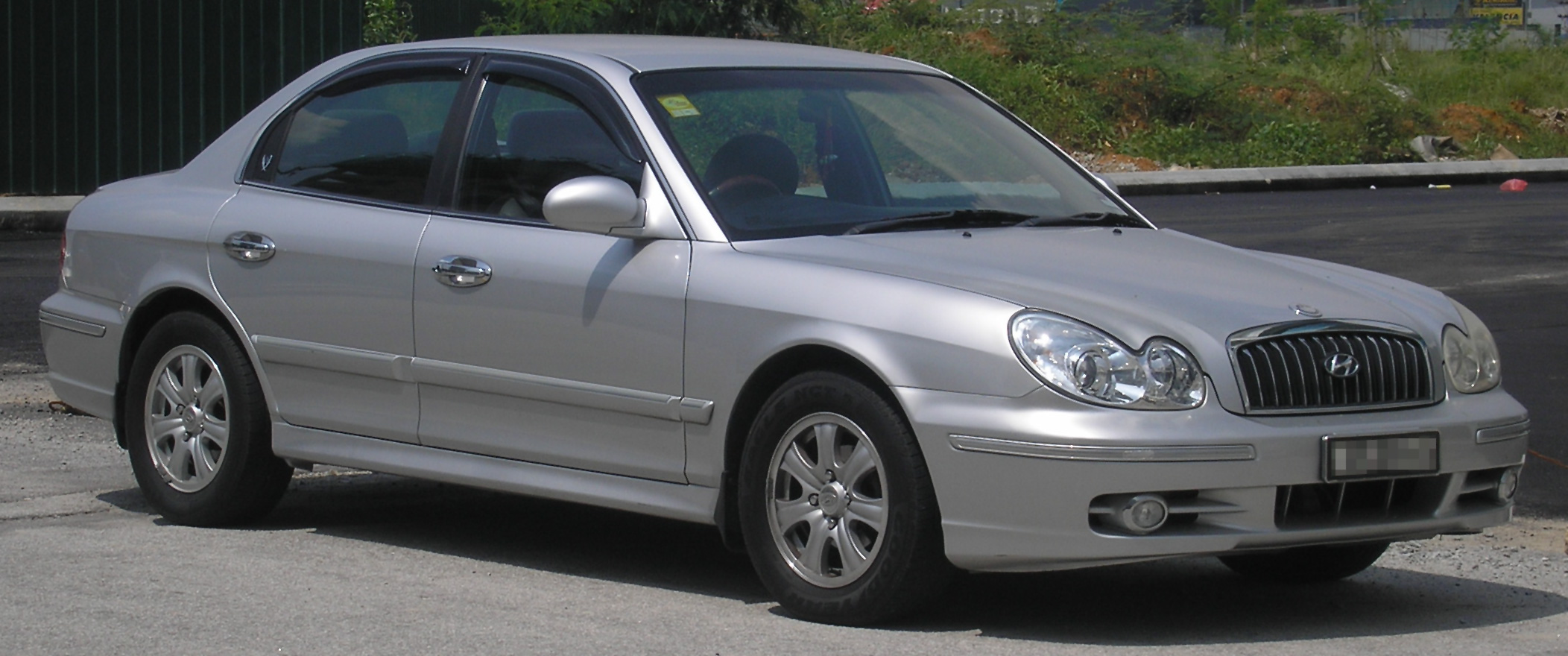
Hyundai Sonata IV po liftingu

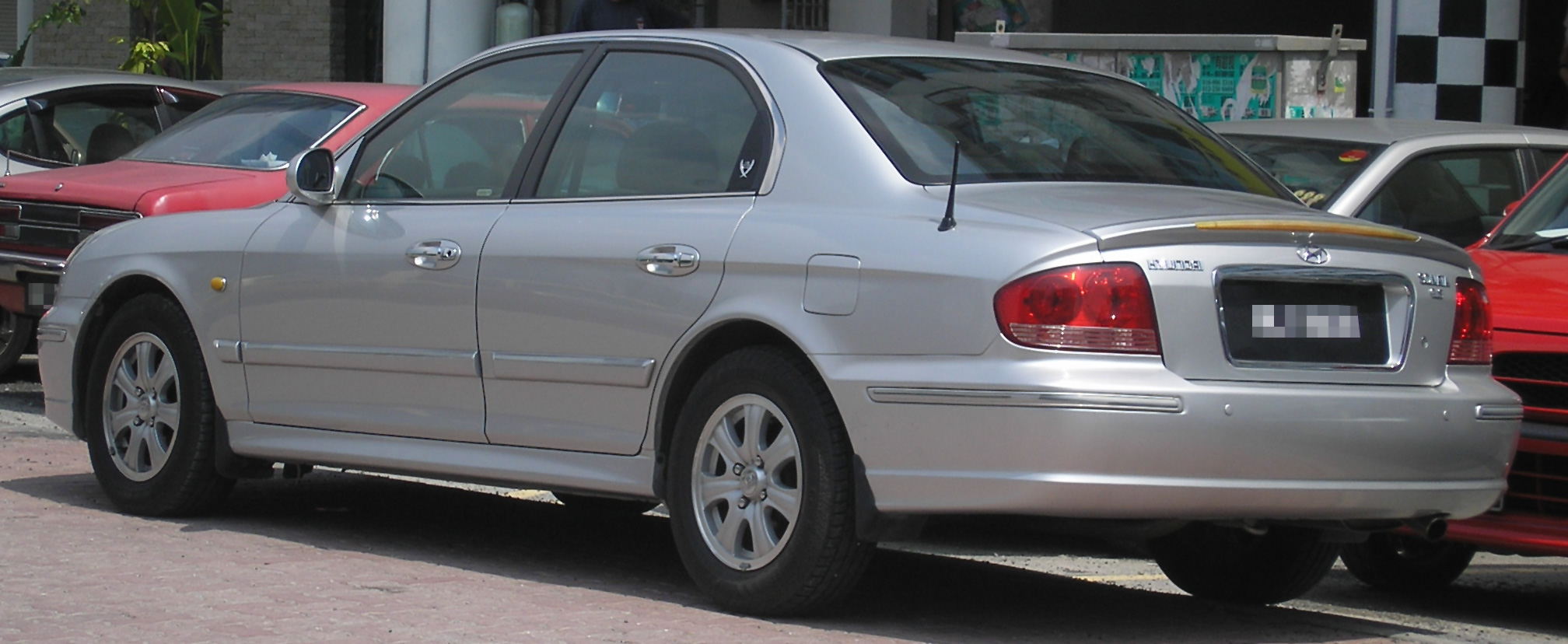
Hyundai Sonata IV – tył po liftingu

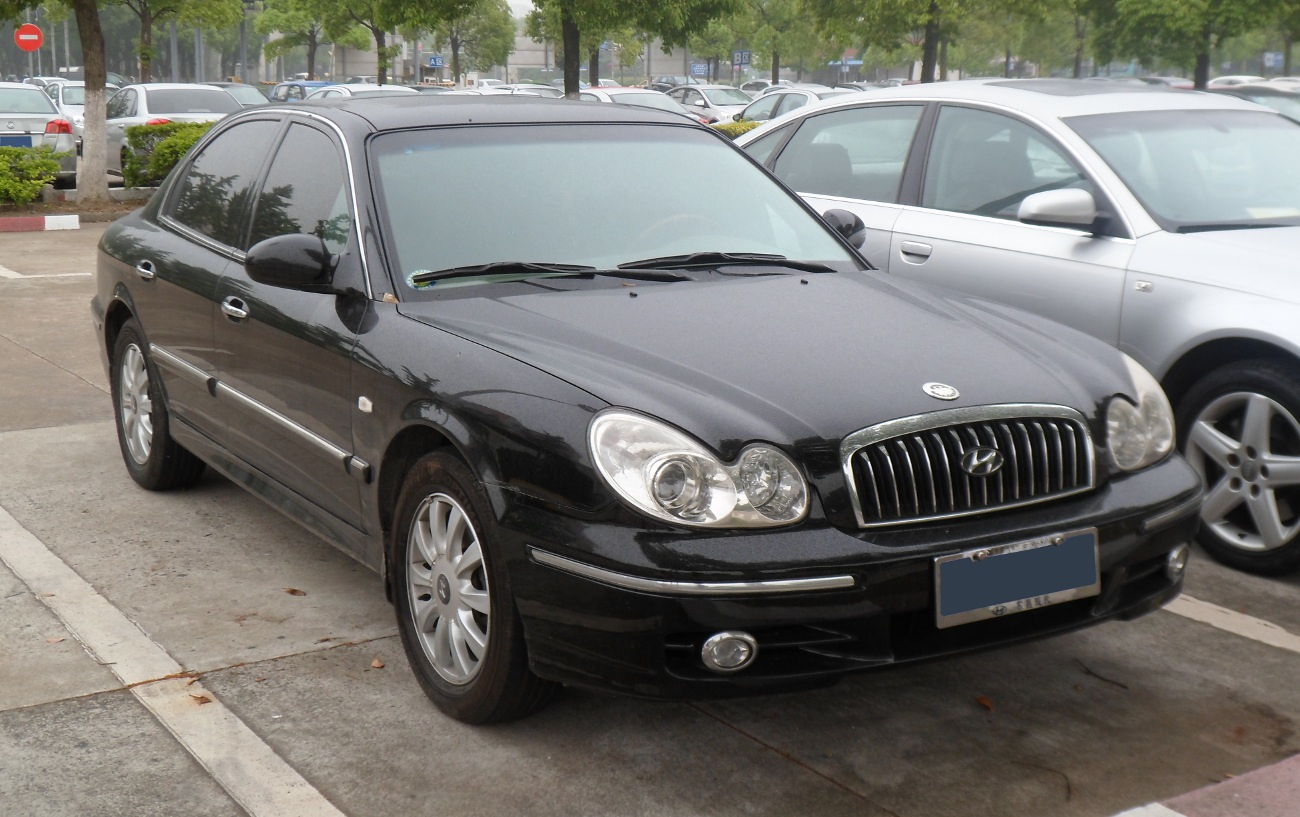
chiński Hyundai Sonata IV

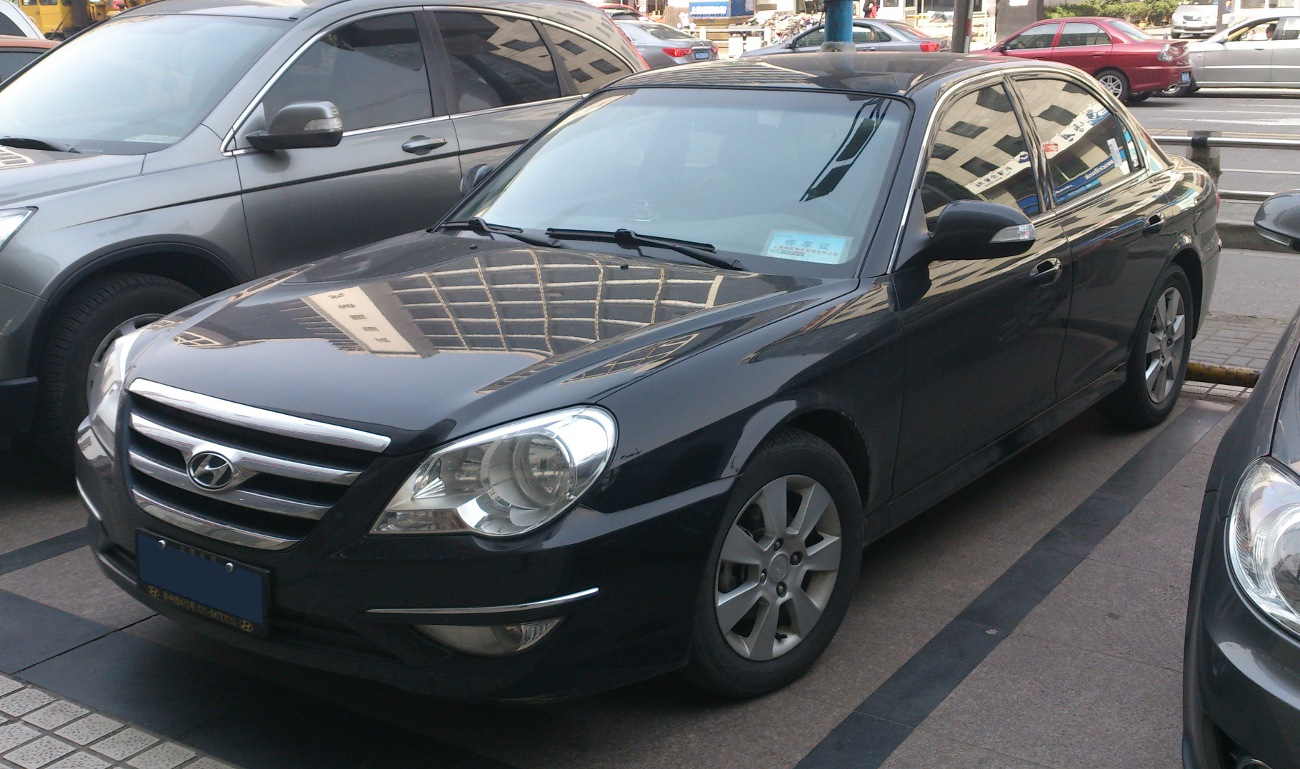
chiński Hyundai Moinca – model po liftingu

Hyundai Sonata IV został zaprezentowany po raz pierwszy w 1998 roku.
Projektując czwartą generację Sonaty, Hyundai wykorzystał platformę nowej generacji o kodzie Y4, którą dwa lata później wykorzystał także nowy partner Kia do budowy Optimy.
Samochód zaadaptował proporcje poprzednika, z podłużnym i smukłym przodem, jednak w przeciwieństwie do niego przyjął mniej agresywne kształty z zaokrąglonymi reflektorami, a także dużą owalną atrapą chłodnicy i wyraźnymi przetłoczeniami na bocznych panelach nadwozia.
Początkowo gama wariantów wyposażeniowych Sonaty czwartej generacji składała się z dwóch podstawowych odmian, a w 2000 roku poszerzono ją o Executive wyróżniającą się luksusowym wystrojem kabiny pasażerskiej i bogatszym wyposażeniem.

### Lifting
W 2001 roku Hyundai przeprowadził gruntowną restylizację nadwozia, w ramach której podobnie jak w przypadku poprzednika zdecydowano się całkowicie zmienić wygląd przedniej i tylnej części nadwozia wobec pierwotnego wariantu.
Pas przedni otrzymał bardziej awangardowo ukształtowane reflektory z podwójnymi łukami w górnej krawędzi, z kolei z tyłu znalazły się mniejsze, szerzej rozstawione lampy, a także miejsce na tablicę rejestracyjną przeniesione ze zderzaka na klapę bagażnika.

### Sprzedaż
Hyundai Sonata czwartej generacji był samochodem o globalnym zasięgu, oferowany na większości kluczowych rynków (włącznie z Włochami pod nazwą Hyundai Sonica) do końca cyklu rynkowego w 2004 roku z powodu prezentacji nowego wcielenia modelu. Wyjątkiem były dwa rynki.
W 2004 roku rosyjskie przedsiębiorstwo TagAZ uruchomiło produkcję czwartej generacji Sonaty w ramach porozumienia Hyundaiem. Samochód wizualnie odróżniał się chromowaną atrapą chłodnicy, pozbawioną loga producenta. Produkcja trwała przez kolejne 8 lat, kończąc się w 2012 roku.
Dłużej niż na globalnych rynkach Hyundai Sonata czwartej generacji był także produkowany i sprzedawany na rynku chińskim przez lokalne joint-venture Beijing Hyundai. W sierpniu 2009 roku samochód przeszedł dedykowaną dla Chin restylizację, zmieniając nazwę na Hyundai Moinca. Pojawił się większy wlot powietrza, większe zaokrąglone reflektory, a także inne lampy tylne z optycznym poszerzeniem. Pod tą postacią samochód produkowany był do 2017 roku, znikając z rynku na rzecz nowszych konstrukcji.

### Wyposażenie
W zależności od wybranej wersji wyposażeniowej pojazdu oraz rocznika produkcji, auto wyposażone mogło być m.in. w system ABS, elektryczne sterowanie szyb, elektryczne sterowanie lusterek, komplet poduszek powietrznych, a także skórzaną tapicerkę i światła przeciwmgłowe.

### Silniki
- R4 2.0l 16V 136 KM
- R4 2.4l 16V 138 KM
- V6 2.5l 24V 168 KM
- V6 2.7l 24V 172 KM

## Piąta generacja

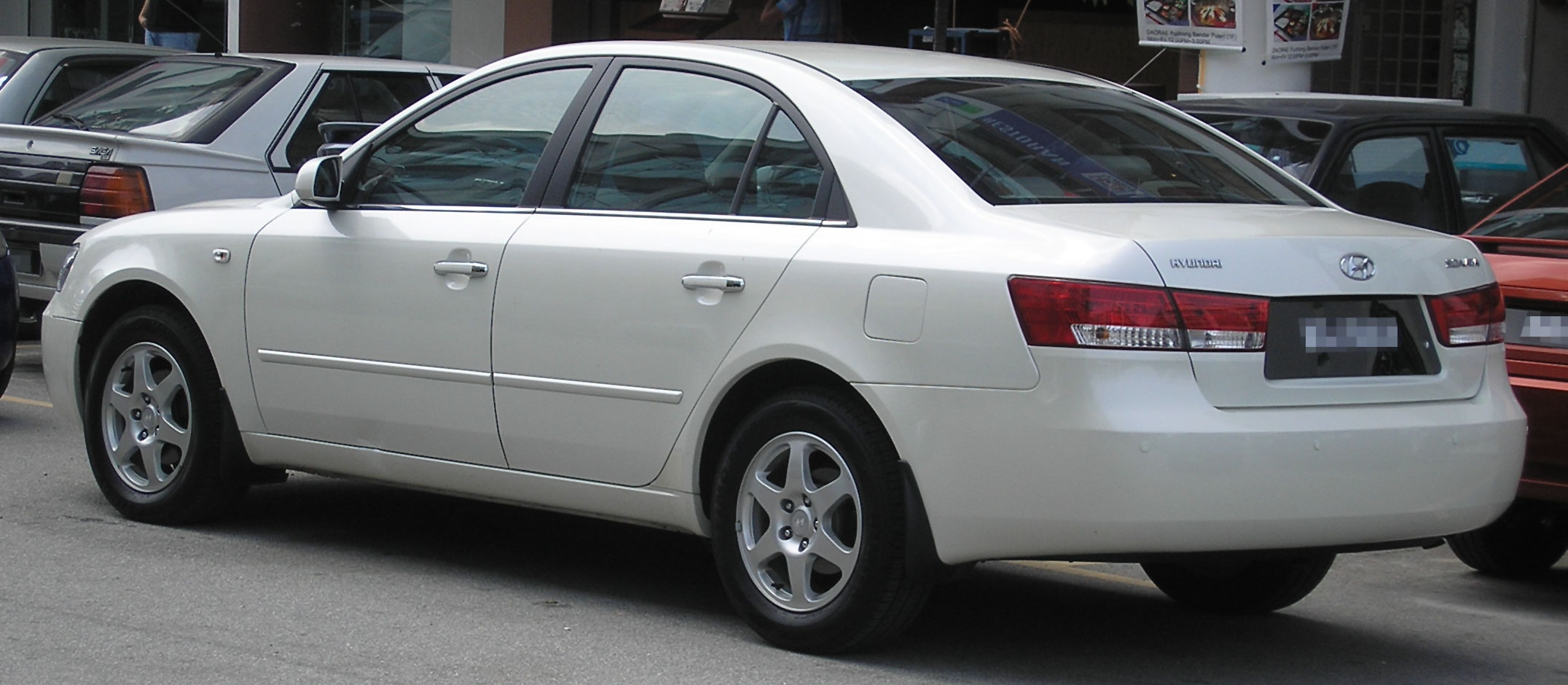
Hyundai Sonata V – tył

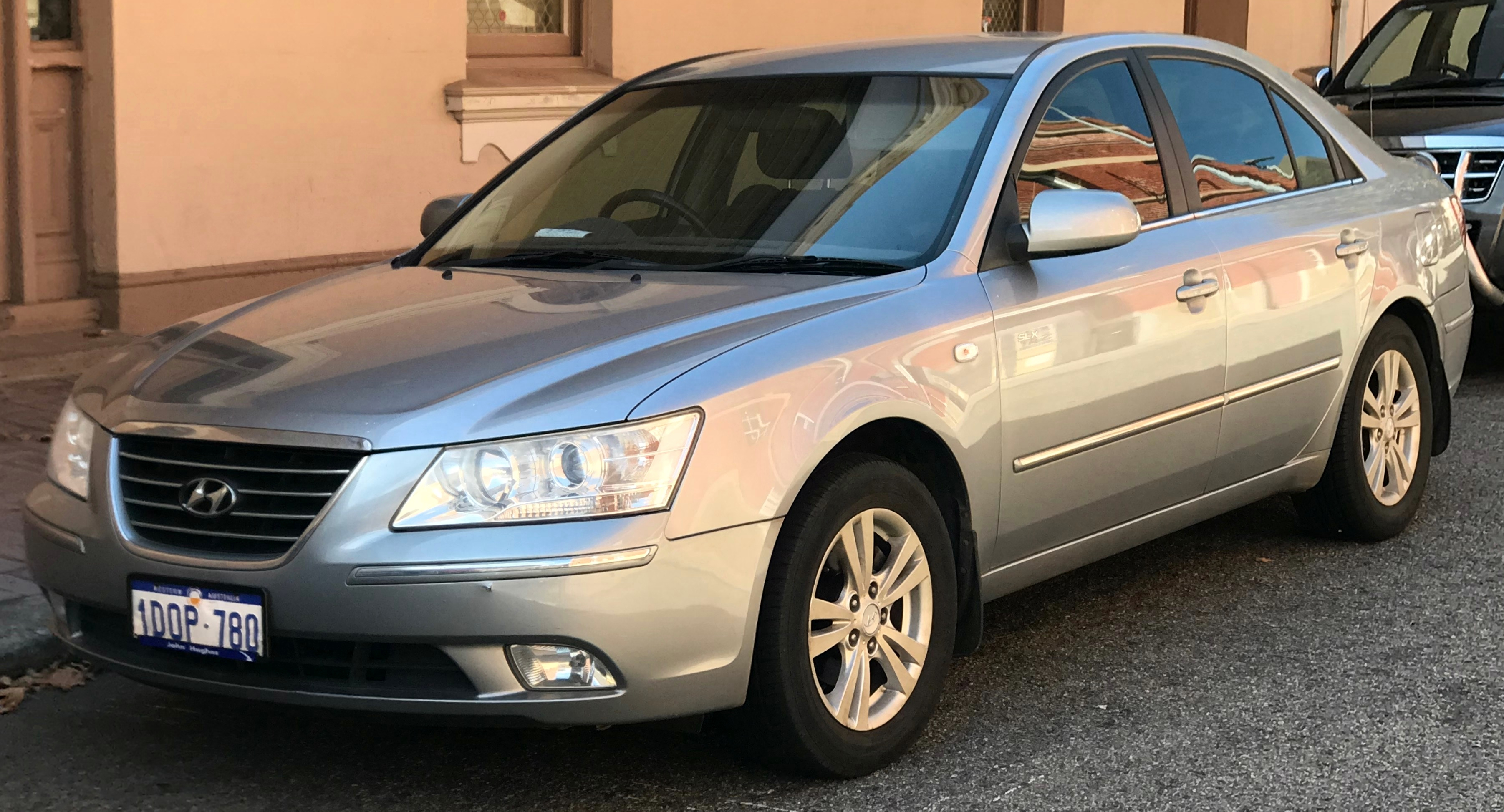
Hyundai Sonata V po liftingu

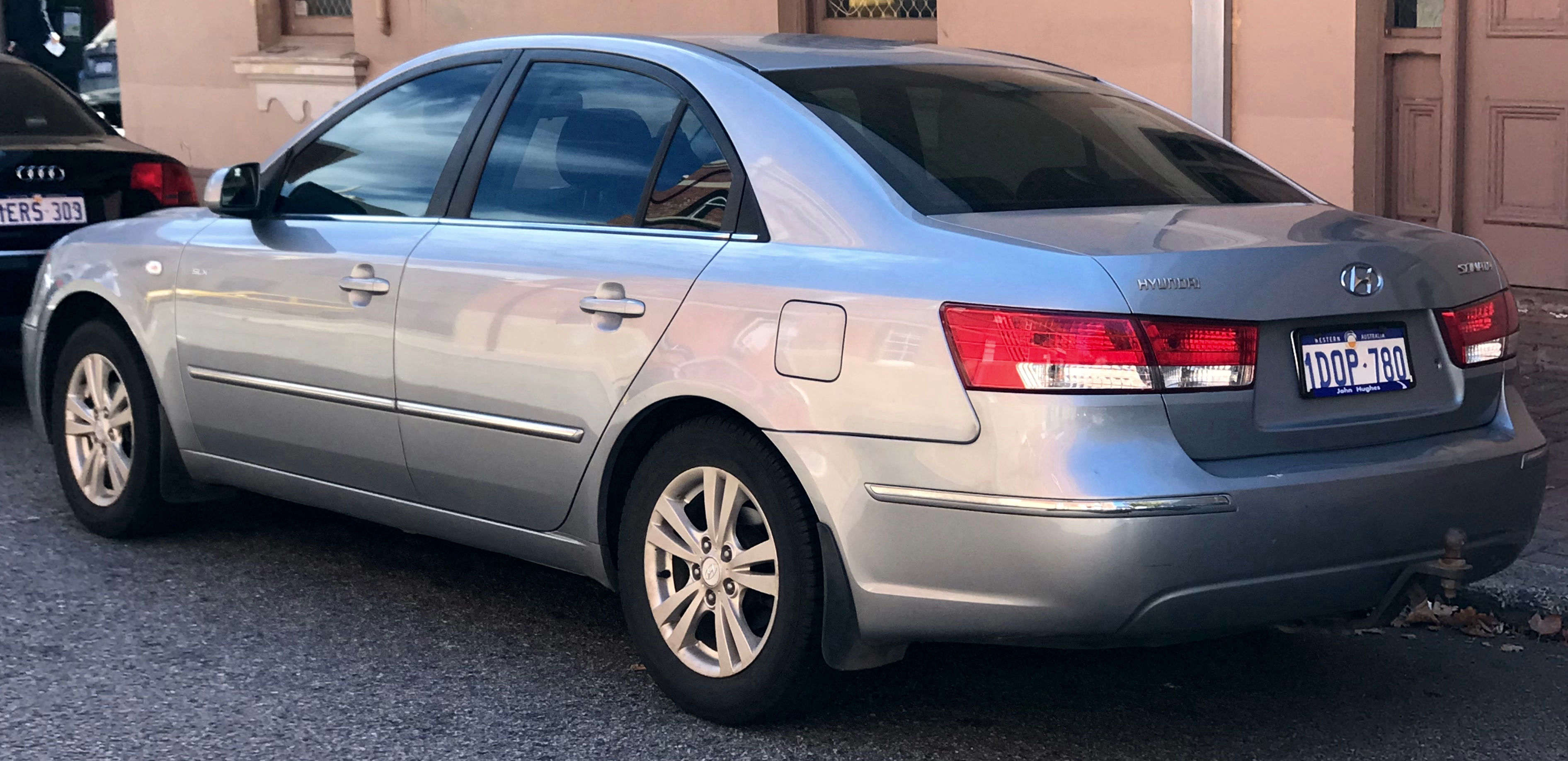
Hyundai Sonata V – tył po liftingu

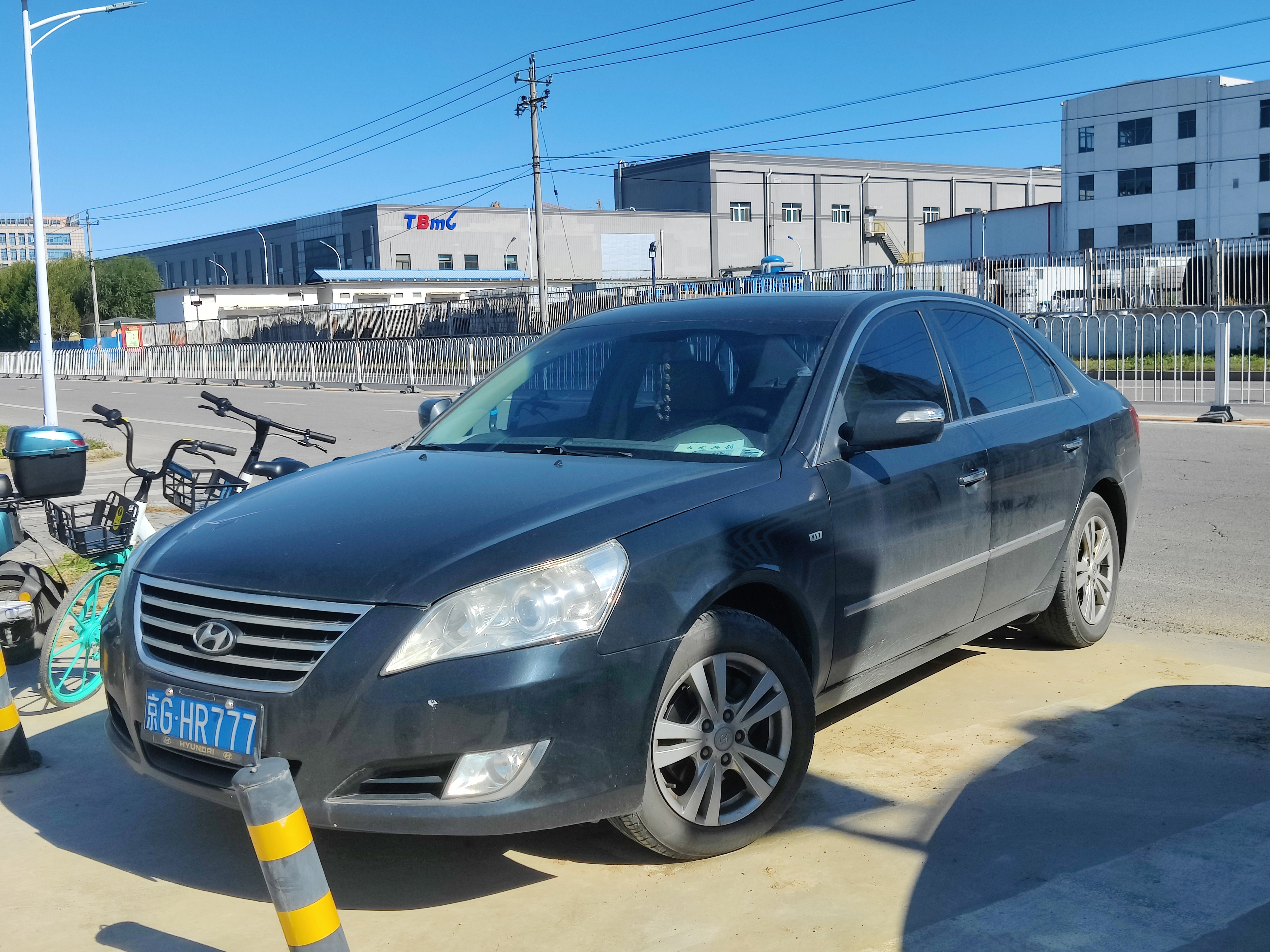
chiński Hyundai Sonata Ling Xiang

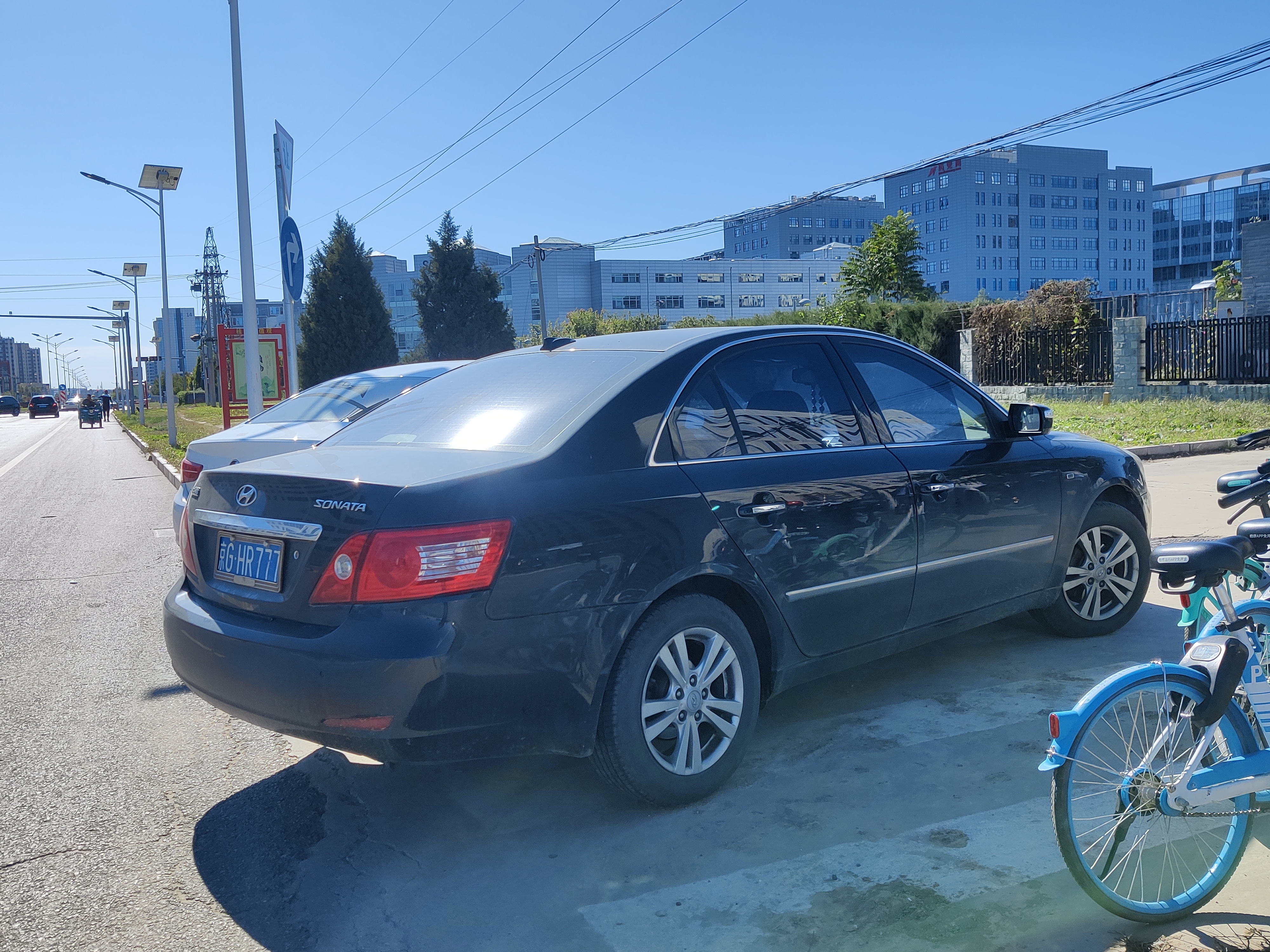
chiński Hyundai Sonata Ling Xiang – tył

Hyundai Sonata V został zaprezentowany po raz pierwszy w 2004 roku.
Piąta generacja Sonaty przeszła obszerny zakres zmian w stosunku do poprzednika, ponownie powstając w głębokiej współpracy z Kią. Samochód zyskał masywniejsze proporcje, z bardziej stonowanymi kształtami charakteryzującymi się dużymi, kanciastymi reflektorami i podłużnymi, dwuczęściowymi lampami tylnymi. Pas przedni zdominowała rozległa, trapezoidalna atrapa chłodnicy.
Hyundai ponownie zdecydował się zapewnić Sonacie bogate wyposażenie, obejmujące opcjonalnie takie dodatki, jak skórzana tapicerka, tempomat, a także radioodtwarzacz obsługujący płyty CD także w formacie MP3. Charakterystyczną cechą modelu z pierwszych lat produkcji była prostokątna konsola centralna z wysoko osadzonym panelem radia.
Producent ponownie zdecydował się postawić na rozbudowaną gamę jednostek napędowych, obejmującą zarówno czterocylindrowe silniki benzynowe, jak i wysokoprężne, a w topowych wariantach – także motory typu V6.

### Lifting
W 2008 roku Hyundai Sonata piątej generacji przeszedł restylizację obejmującą zarówno wygląd zewnętrzny, jak i wewnętrzny. Zaprezentowany po modernizacji pojazd w trakcie targów motoryzacyjnych w Genewie zyskał nowy wzór atrapy chłodnicy wykonanej chromem, większe przednie reflektory z jasnym i wkładami, a także zderzak w który wkomponowane zostały światła przeciwmgłowe. We wnętrzu pojazdu zastosowano zupełnie nowy wzór deski rozdzielczej, a także nowe elementy wyposażenia pojazdu.

### Sprzedaż
Hyundai Sonata piątej generacji, podobnie jak poprzednik, był konstrukcją o globalnym zasięgu rynkowym, po raz ostatni będąc jednak dostępnym na rynku europejskim włącznie z Polską.
Po raz trzeci i ostatni na rynku włoskim nosiła ona nazwę Hyundai Sonica, z kolei w Rosji pojazd nosił nazwę Hyundai NF dla odróżnienia od nadal produkowanego tu poprzednika. Po restylizacji z 2008 roku nazwę zmieniono na Hyundai NF Sonata. Inną, dłuższą nazwę pojazd przyjął także w Indiach, nosząc tam nazwę Hyundai Sonata Embera.
Restylizacja Sonaty piątej generacji w 2008 roku nie objęła rynku chińskiego, gdzie samochód przeszedł głębsze zmiany w wyglądzie i przyjął nową nazwę, Hyundai Sonata Ling Xiang. Samochód otrzymał inne, bardziej agresywnie ukształtowane reflektory i większą atrapę chłodnicy, a także bardziej ścięte lampy tylne z innymi wkładami. Pod tą postacią samochód produkowano lokalnie przez joint-venture Beijing-Hyundai do 2011 roku.

### Wersje wyposażeniowe
- Comfort
- Active
- Elegance
- Executive
- Prestige
- Style
- Premium

### Silniki
- R4 2.0l 144 KM
- R4 2.0l 165 KM
- R4 2.4l 161 KM
- V6 3.3l 235 KM
- V6 3.3l 250 KM
- R4 2.0l CRDi 140 KM
- R4 2.0l CRDi 150 KM

## Szósta generacja

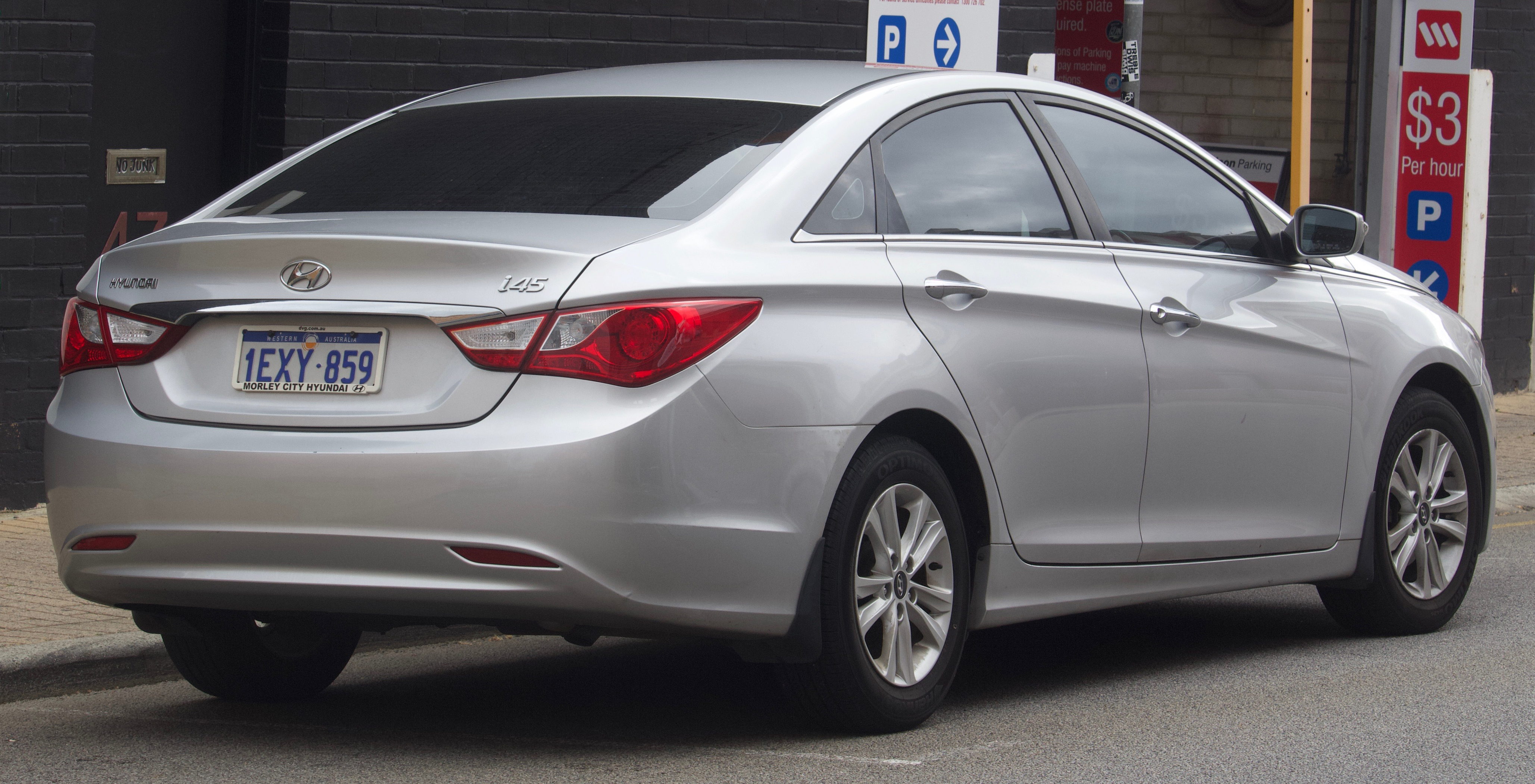
australijski Hyundai i45 – tył

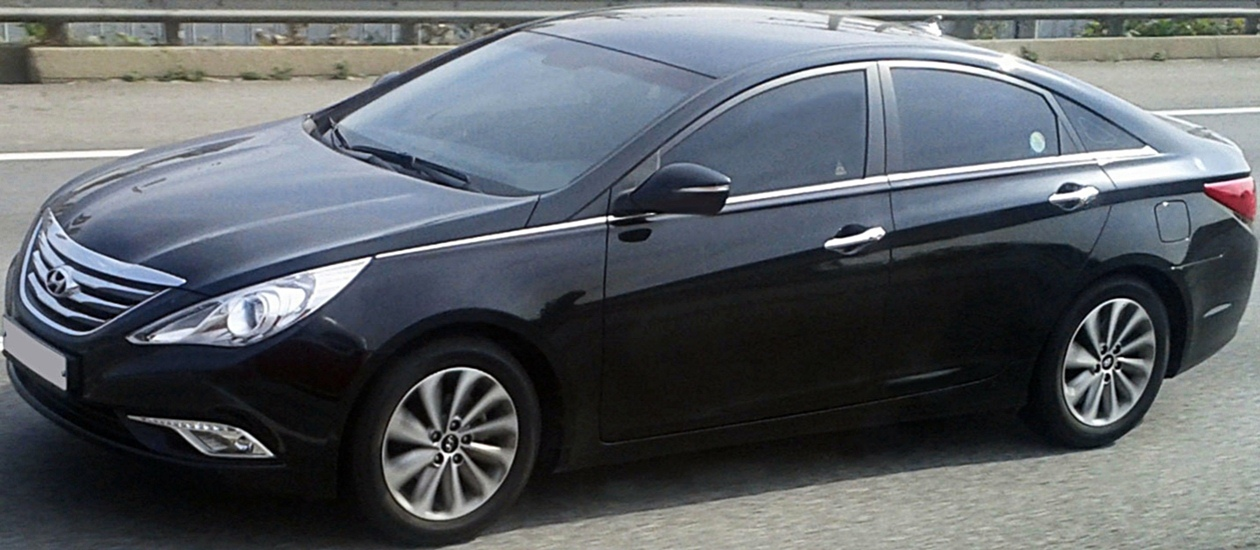
Hyundai Sonata VI po liftingu

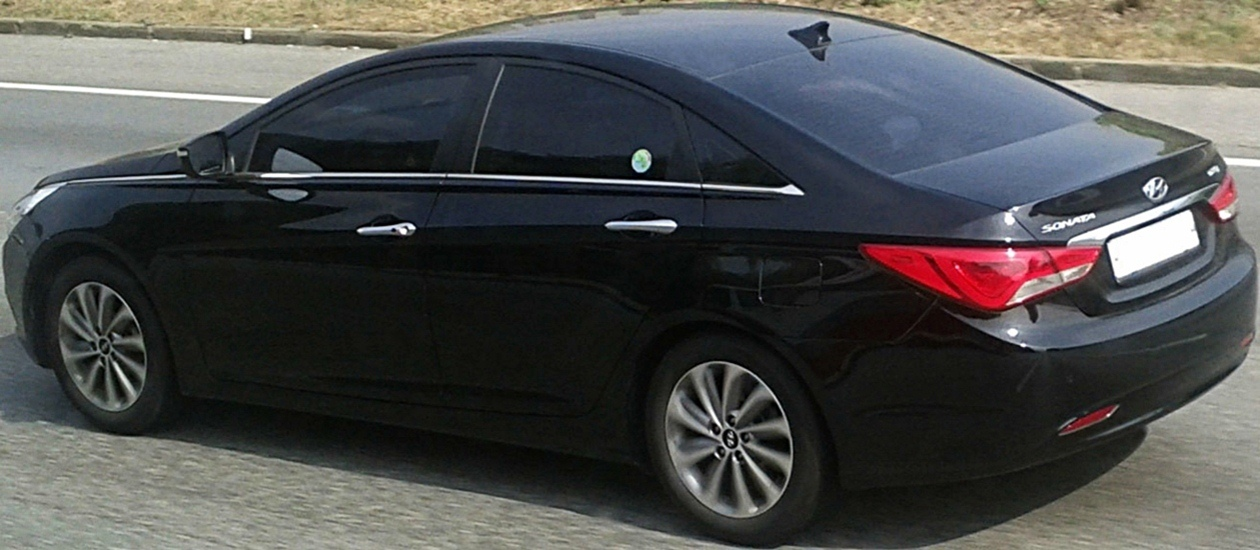
Hyundai Sonata VI – tył po liftingu

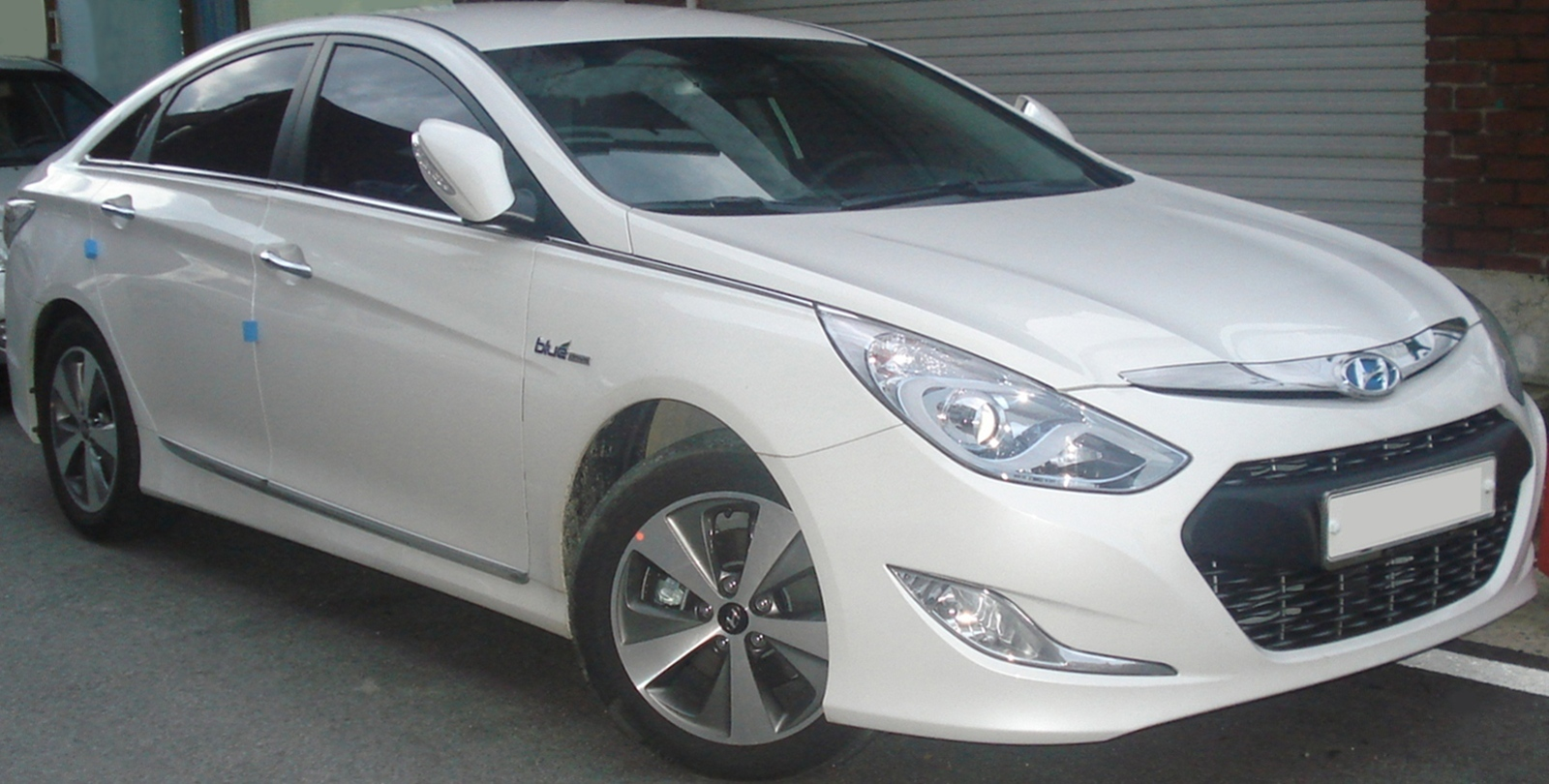
Hyundai Sonata VI Hybrid

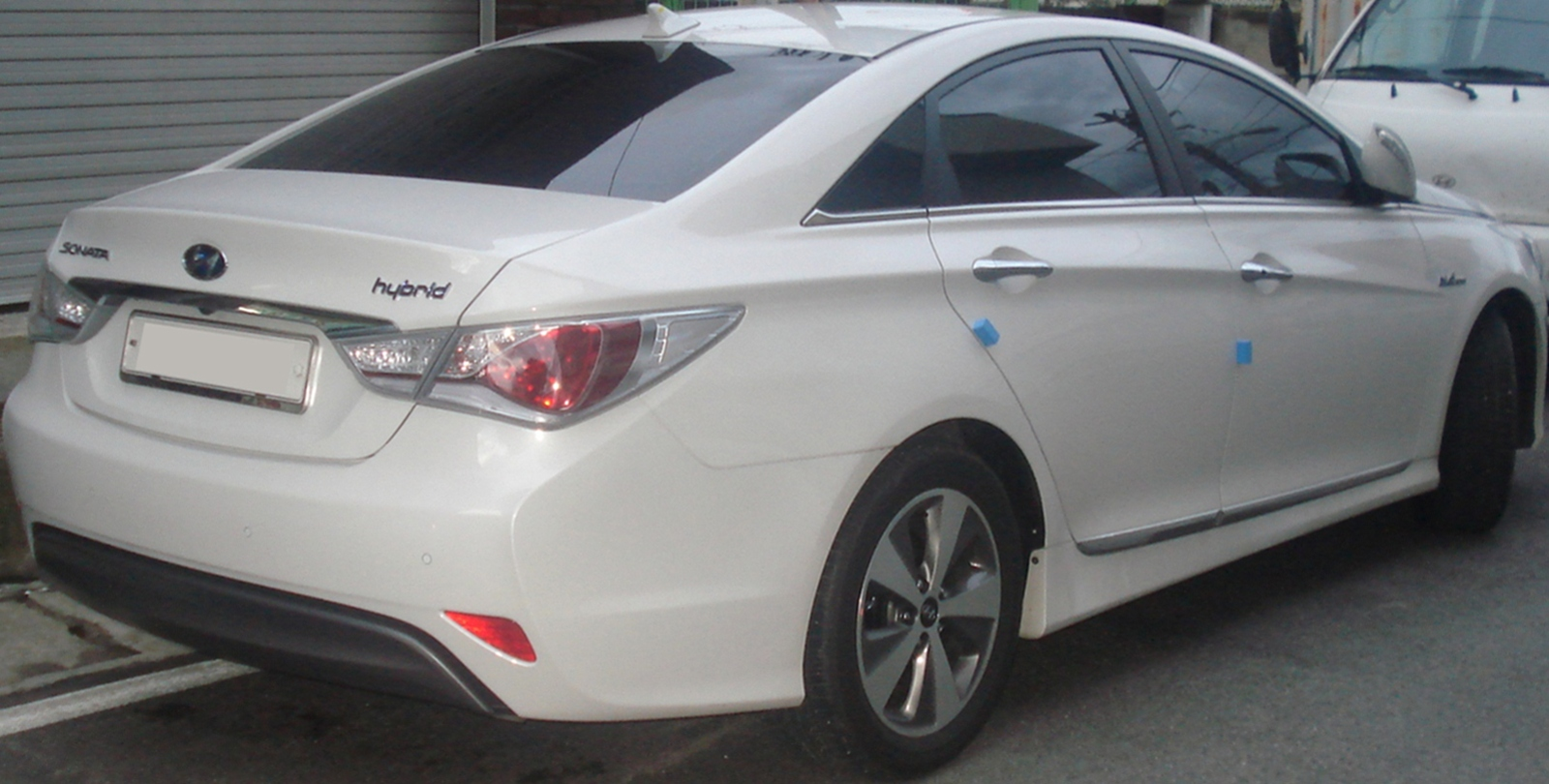
Hyundai Sonata VI Hybrid – tył

Hyundai Sonata VI został zaprezentowany po raz pierwszy w 2009 roku.
Szósta generacja modelu powstała według zupełnie nowej koncepcji, realizując bardziej awangardowy język stylistyczny Hyundaia o nazwie Fluidic Sculpture.
Dotychczasowe stonowane proporcje przeszły metamorfozę w stronę większej ilości ostrych przetłoczeń i łuków, na czele z agresywnie ukształtowanymi reflektorami i dużą atrapą chłodnicy dominującą pas przedni. Boczne części nadwozia zaakcentowało ostro zarysowane przetłoczenie, z kolei linia dachu została poprowadzona łagodniej i niżej w stylu samochodów typu coupe.
Duże zmiany Sonata szóstej generacji przeszła także w kabinie pasażerskiej. Samochód otrzymał niżej osadzone fotele, z kolei kokpit zyskał masywniejszą formę wzbogaconą o opływowe powierzchnie otaczające kierowcę i pasażera. Konsola centralna została zdominowana przez ostro zarysowane kratki nawiewów z umieszczonym pomiędzy nimi opcjonalnym ekranem systemu multimedialnego.

### Sonata Hybrid
W marcu 2010 roku po raz pierwszy w historii linii modelowej Sonata ofertę wzbogacił model Hyundai Sonata Hybrid. Producent zdecydował się na nadanie mu głębokich różnic wizualnych, na czele z niżej osadzoną, sześciokątną atrapą chłodnicy i umieszczoną na krawędzi maski i zderzaka chromowaną poprzeczką z logo producenta. Inne wkłady zyskały też lampy tylne.
Spalinowo-elektryczny układ napędowy Sonaty Hybrid utworzył silnik benzynowy o pojemności 2.4 l i mocy 171 KM oraz elektryczną jednostka generującą moc 41 KM.

### Lifting
W styczniu 2013 roku Hyundai Sonata szóstej generacji przeszedł drobną restylizację, która przyniosła nowy wygląd zderzaków, a także inne wkłady lamp tylnych wykonanych w technologii LED. Kierunowskazy oraz światła cofania zostały umieszczone w kloszach niżej niż dotychczas.

### Sprzedaż
Hyundai Sonata siódmej generacji był samochodem o globalnym zasięgu rynkowym, który jednak po raz pierwszy od momentu debiutu drugiej generacji w 1988 roku nie objął Europy. Wynikało to z premiery innego, zbudowanego specjalnie dla tego rynku modelu i40.
W 2010 roku samochód zadebiutował także w Australii pod inną nazwą jako Hyundai i45, gdzie oferowano go przez kolejne 3 lata do 2013 roku. Przedwczesne wycofanie z gamy wynikało z niewielkiej sprzedaży, tracąc na popularności wobec bardziej popularnego sprzedawanego równolegle modelu i40.

### Wyposażenie
- GLS
- Limited
- SE

W zależności od wersji wyposażeniowej oraz rocznika produkcji, auto wyposażone mogło być m.in. w system ABS i ESP, komplet poduszek powietrznych, elektryczne sterowanie szyb, elektryczne sterowanie lusterek, wielofunkcyjną kierownicę, klimatyzację automatyczną oraz system multimedialny, a także światła przeciwmgłowe oraz skórzaną tapicerkę.

### Silniki
- R4 2.0l 163 KM
- R4 2.0l Turbo GDI
- R4 2.4l 176 KM
- R4 2.4l GDI 200 KM

## Siódma generacja

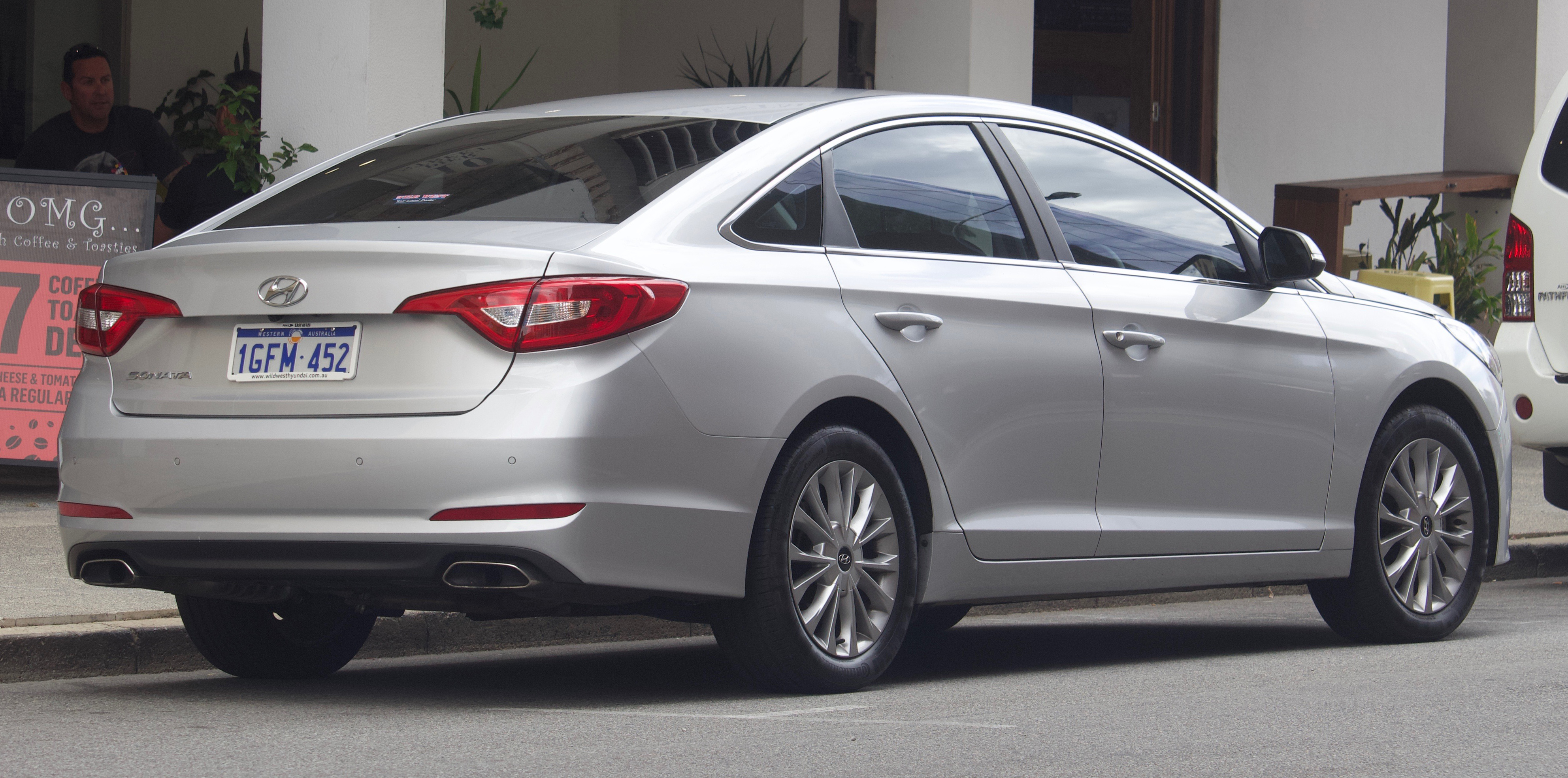
Hyundai Sonata VII – tył

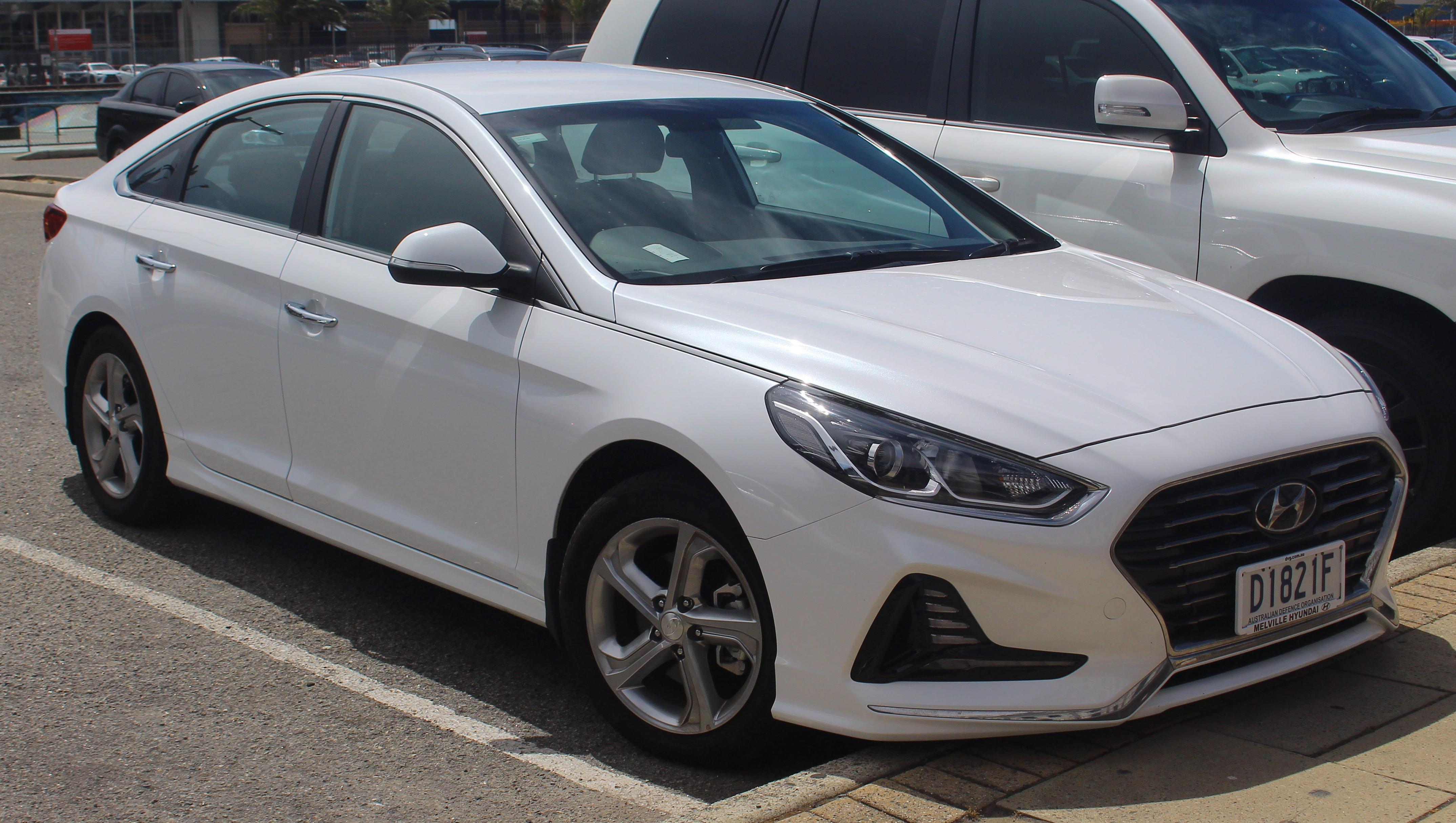
Hyundai Sonata VII po liftingu

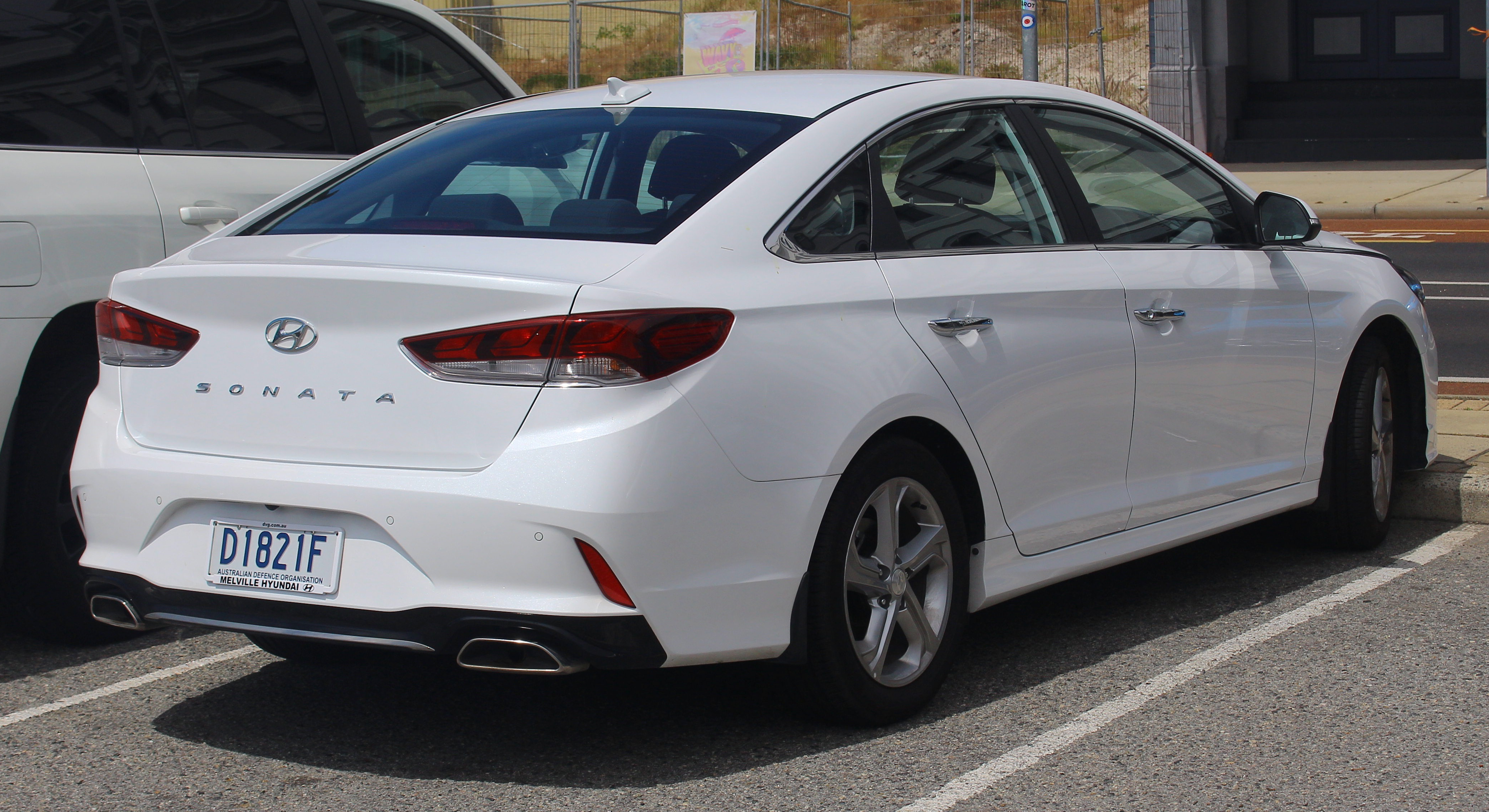
Hyundai Sonata VII – tył po liftingu

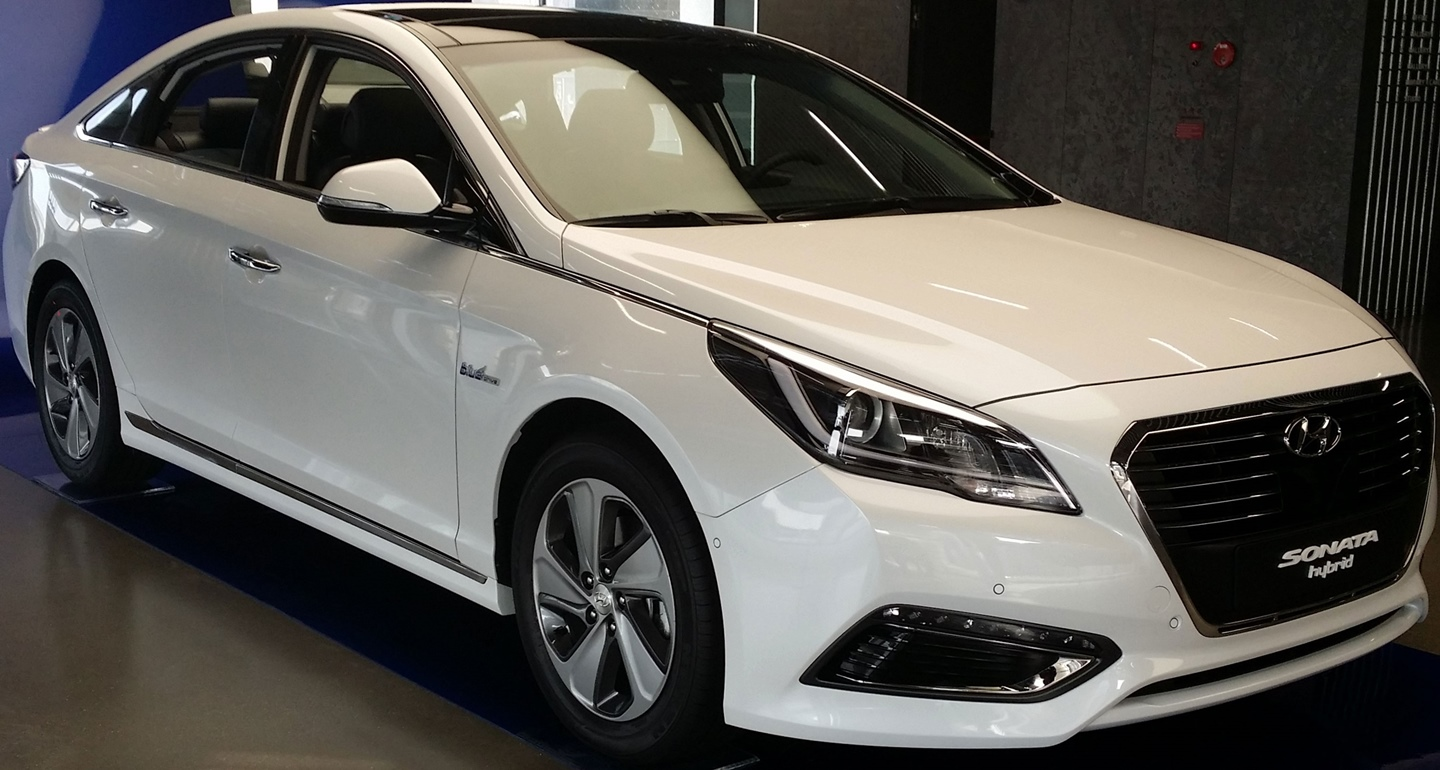
Hyundai Sonata VII Hybrid

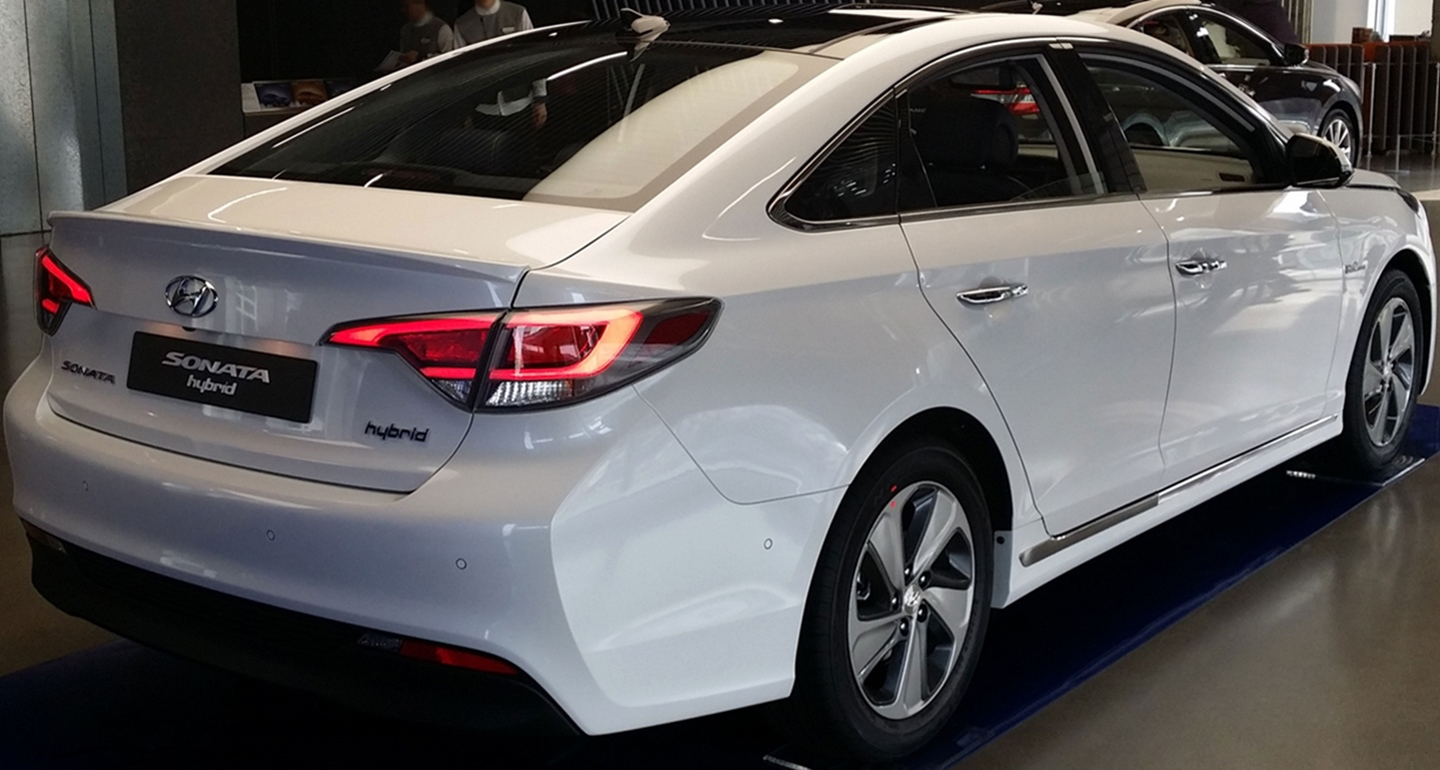
Hyundai Sonata VII Hybrid – tył

Hyundai Sonata VII został zaprezentowany po raz pierwszy w 2014 roku.
Siódma generacja Sonaty przeszła ewolucyjny zakres zmian w stosunku do poprzednika, zyskując bardziej stonowane i mniej awangardowe cechy wyglądu.
Przednia część nadwozia zyskała wyżej osadzone, ostro zarysowane reflektory, a także zdominował ją duży, heksagonalny wlot powietrza z centralnie umieszczonym logo producenta. Tylną część nadwozia przyozdobiły z kolei ponownie dwuczęściowe, lecz bardziej zaokrąglone lampy, a za tylnymi drzwiami ponownie znalazło się trójkątne okienko. Bagażnik powiększono do 510 litrów pojemności.
Samochód przeszedł obszerne zmiany pod kątem konstrukcyjym. Nadwozie stało się dłuższe i szersze, z kolei szkielet pojazdu stał się o 41% bardziej wytrzymały podczas skręcania i o 35% bardziej odporny na odkształcenia.
Duże zmiany preszła kabina pasażerska, gdzie znalazł się przeprojektowany, masywniejszy kokpit. Konsolę centralną zdominowały wysoko umieszczone nawiewy, a także umieszczony między nimi opcjonalny ekran systemu multimedialnego o przekątnej ośmiu cali i z łącznością z systemem nawigacji satelitarnej.

### Sonata Hybrid
W grudniu 2014 roku gamę Sonaty ponownie poszerzył wariant spalinowo elektryczny Hyundai Sonata Hybrid. Producent zdecydował się odróżnić go wizualnie od podstawowej wersji większą atrapą chłodnicy obejmującą także miejsce na tablicę rejestracyjną, a także innymi zderzakami i wkładami lamp tylnych.
Układ napędowy pojazdu utworzył silnik benzynowy o pojemności 2 litrów i mocy 154 KM, który połączono z 50-konnym silnikiem elektrycznym. Spalinowo-elektryczna Sonata Hybrid siódmej generacji miała według deklaracji producenta spalać ok. 5,5-litra paliwa na 100 kilometrów.

### Lifting
W marcu 2017 roku zaprezentowano Sonatę siódmej generacji po gruntownej modernizacji stylistycznej, w ramach której zmieniona została większość paneli nadwozia. Pojazd otrzymał zupełnie nowy, bardziej aerodynamiczny pas przedni z niżej osadzonym, kaskadowym wlotem powietrza w stylu modelu i30, a także większe, bardziej strzeliste reflektory połączone z chromowaną poprzeczką.
Gruntownie przeprojektowany został także tył nadwozia, gdzie pojawiły się bardziej foremne lampy, a także duży napis z nazwą modeli pomiędzy nimi. Miejsce na tablicę rejestracyjną przeniesiono na zderzak, który również został przeprojektowany.
Kabina pasażerska otrzymała bardziej nowy, większy system multimedialny zapewniający łączność z systemami Apple CarPlay i Android Auto, a także wzbogacono listę asystentów bezpieczeństwa.

### Sprzedaż
Podobnie jak poprzednik, siódma generacja Sonaty była samochodem globalnym, który ponownie jednak nie trafił do sprzedaży w Europie. Tam rolę samochody klasy średniej dalej pełnił odrębny model i40.

### Wersje wyposażeniowe
- Active
- Premium
- GLS
- Limited
- Eco
- SEL

### Silniki
- R4 1.6l T-GDI
- R4 2.0l MPI
- R4 2.0l GDI
- R4 2.0l T-GDI
- R4 2.4l GDI
- R4 2.4l MPI
- R4 2.0l Hybrid
- R4 1.7l Diesel

## Ósma generacja

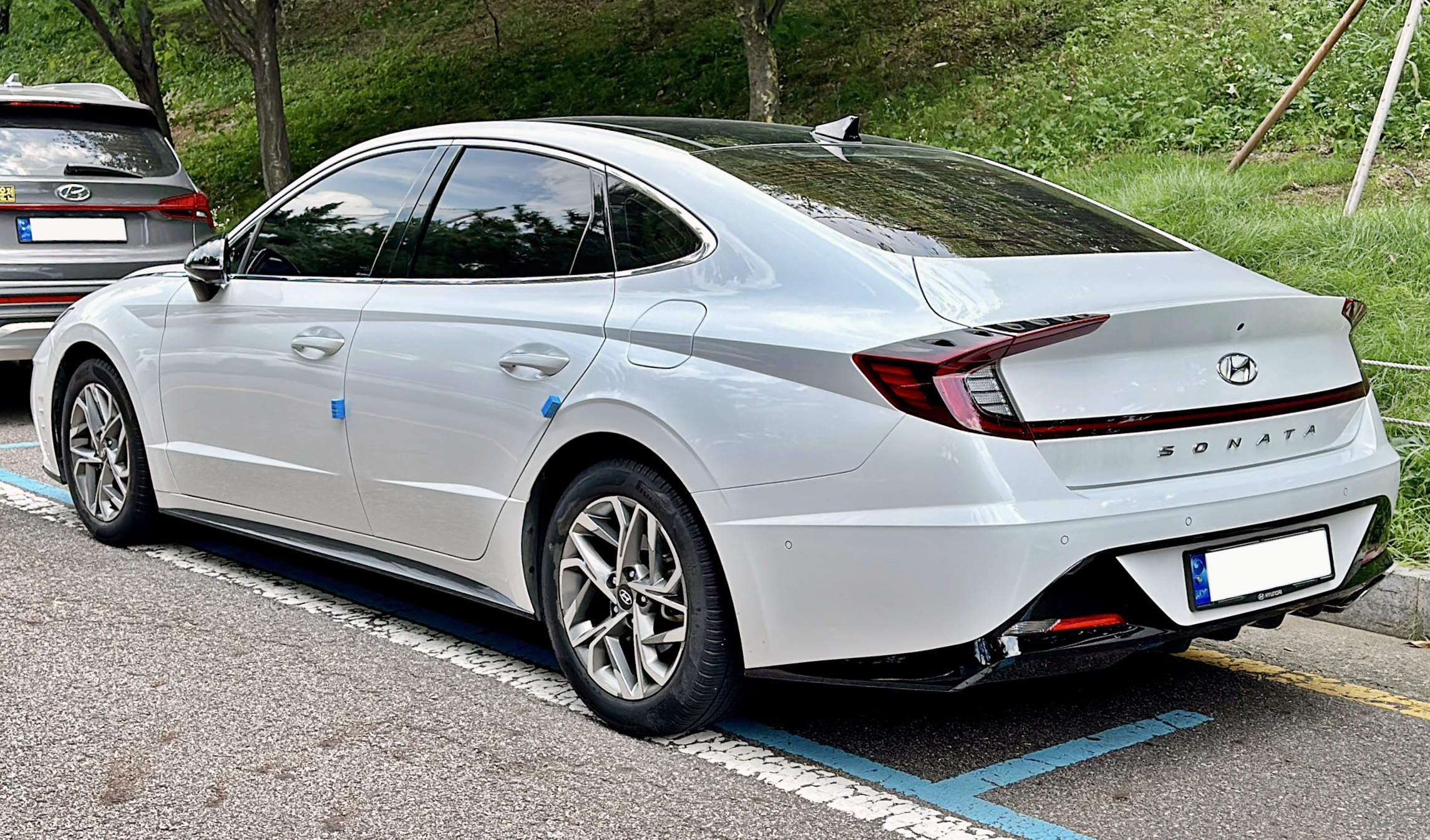
Hyundai Sonata VIII – tył

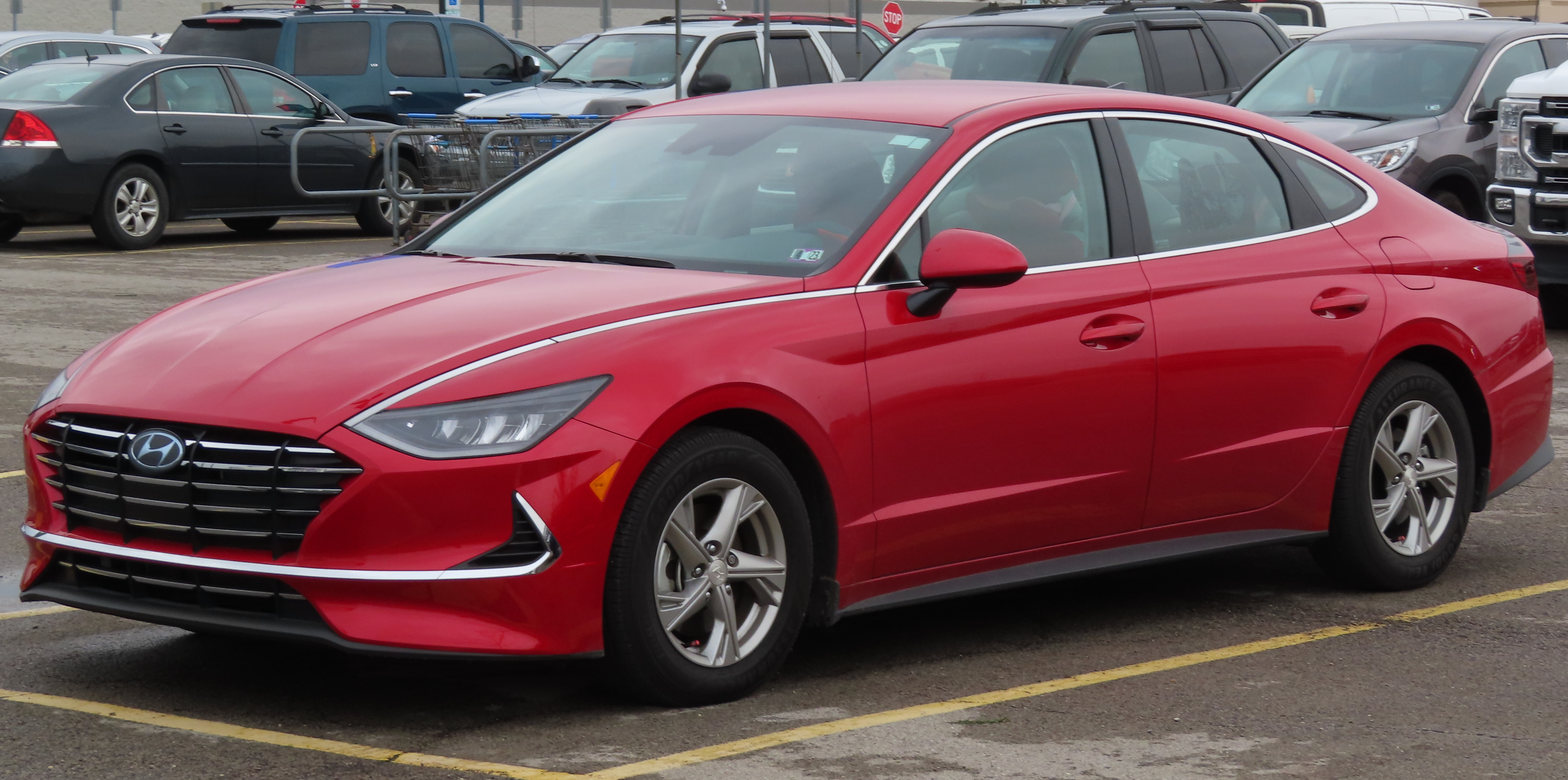
Hyundai Sonata VIII SE

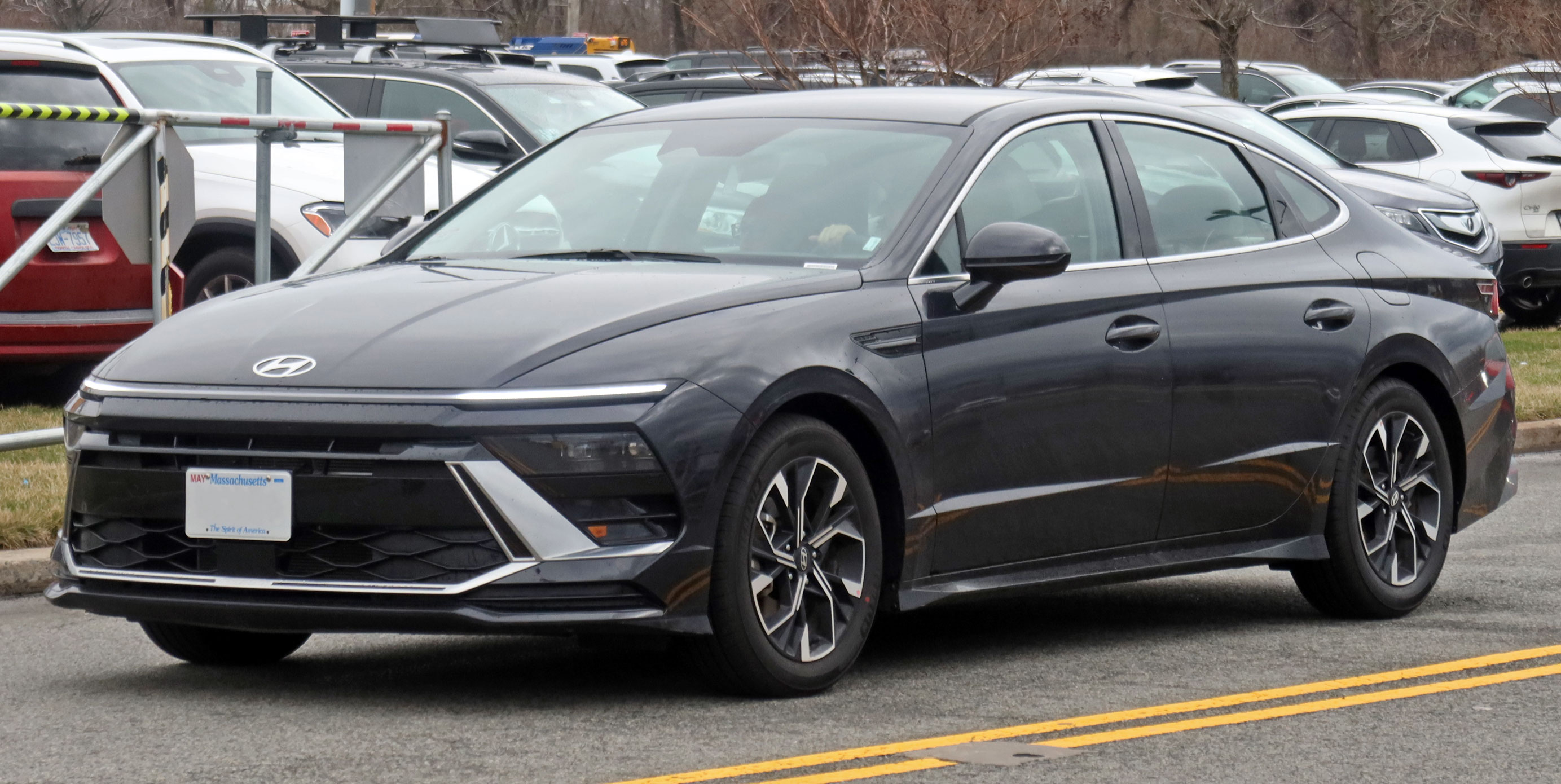
Hyundai Sonata VIII po liftingu

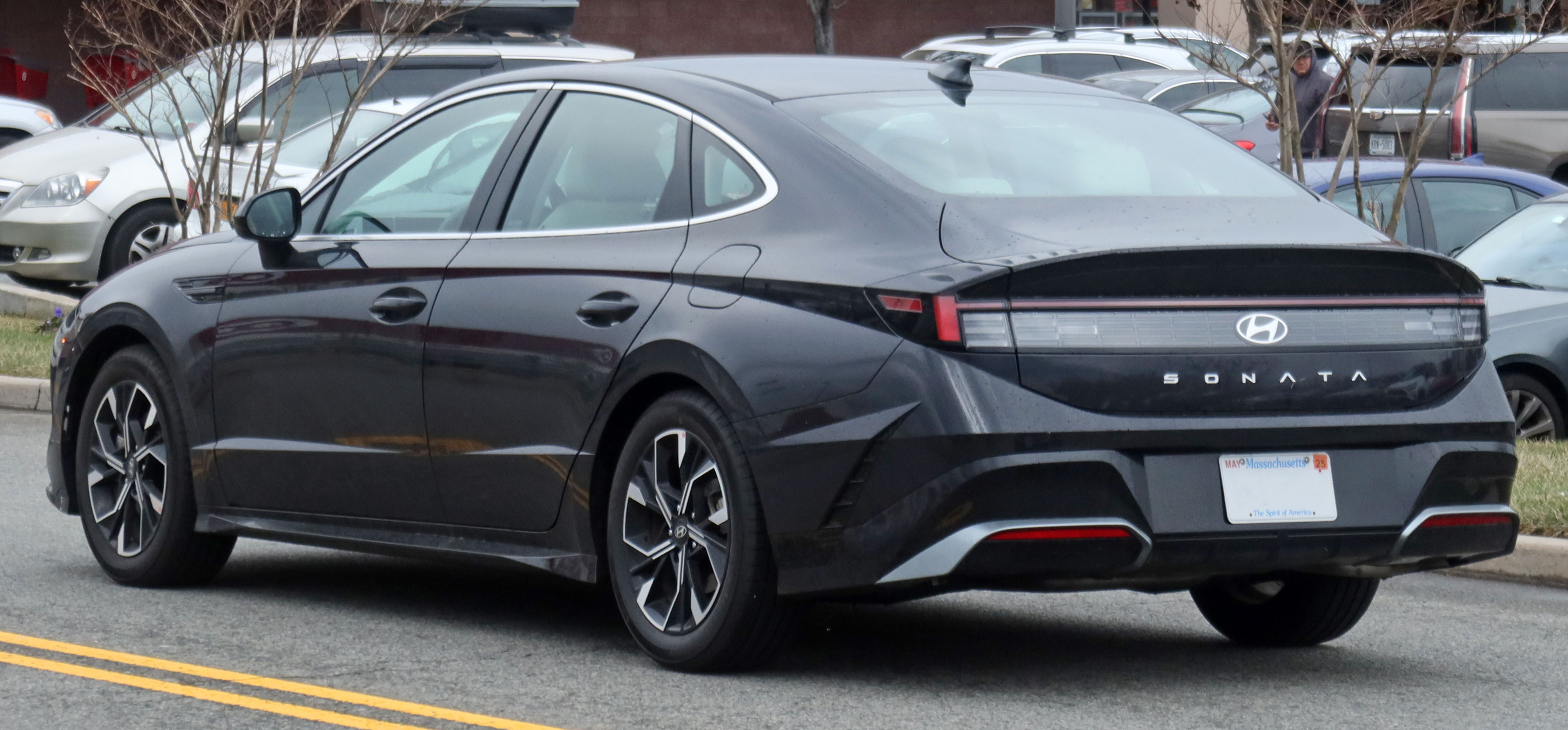
Hyundai Sonata VIII – tył po liftingu

Hyundai Sonata VIII został zaprezentowany po raz pierwszy w 2019 roku.
Studyjną zapowiedzią zupełnie nowego języka stylistycznego Hyundaia był przedstawiony w 2018 roku prototyp Le Fil Rouge. Na jego rozwiązaniach oparto awangardową koncepcję Sensuous Sportiness, w której utrzymana została ósma generacja Hyundaia Sonaty.
Dzięki oparciu na nowej platformie N3 samochód stał się znacznie większy i przestronniejszy, zyskując szersze oraz dłuższe nadwozie. Aerodynamicznie ukształtowany pas przedni zyskał charakterystyczny, rozległy wlot powietrza, a także łezkowate reflektory płynnie połączone paskiem diod LED do jazdy dziennej z chromowaną poprzeczką biegnącą przez całą długość maski.
Sylwetkę pojazdu wzbogaciły liczne przetłoczenia, a także łagodnie opadająca linia dachu w stylu pojazdów typu coupe, z kolei tylną część nadwozia przyozdobiły lampy w kształcie zadartych łuków wraz z umieszczonym na klapie bagażnika szeroko rozstawionym napisem z nazwą modelu.
Głębokie zmiany w stosunku do poprzednika przeszła także kabina pasażerska. Pojawiło się nowe koło kierownicy, a także dostępne w topowych wariantach cyfrowe wskaźniki. Konsola centralna została przeprojektowana pod kątem znacznie większego ekranu systemu multimedialnego z 10,25-calowym wyświetlaczem, z kolei w konsoli centralnej podobnie jak w modelu Palisade zamiast dotychczasowej dźwigni wyboru trybów jazdy przekładni automatycznej znalazły się przyciski.

### Lifting
W marcu 2023, dwa lata później niż pierwotnie planowano, Hyundai Sonata ósmej generacji przeszedł obszerną restylizację. Dotychczasowy projekt stylistyczny został całkowicie zrewidowany na rzecz nowego języka Sensuous Sportiness nawiązującego do debiutujących w międzyczasie nowych generacji modeli Grandeur czy Kona. Pas przedni zyskał nisko osadzony, trapezoidalny wlot powietrzny, a także dwurzędowe oświetlenie tworzone przez niżej osadzone klosze reflektorów i główny, biegnący przez całą szerokość pojazdu pas full LED. Zmiany objęły także tylną część nadwozia, która otrzymała przemodelowane lampy obejmujące odtąd także klapę bagażnika i umieszczoną wyżej niż dotychczas listwę świetlną.
Producent zastosował w Sonacie po liftingu także zupełnie nowy projekt kabiny pasażerskiej, z rozbudowanym pakietem oświetlenia ambiente oraz przeprojektowaną deską rozdzielczą zwieńczoną nowym kołem kierownicy. Zastosowano nowy panel klimatyzacji, zintegrowany pas nawiewów, a także zestaw cyfrowych wskaźników oraz nowej generacji systemu multimedialnego zintegrowanych pod jedną taflą szkła, oba o przeątnej 12,3 cala. Gama jednostek napędowych została poszerzona o zmodernizowany, turbodoładowany silnik T-GDI o pojemności 2,5 litra i mocy 290 KM. Został on połączony z nieoferowanym dotąd napędem na obie osie AWD.

### Sonata Hybrid
Podobnie jak w przypadku poprzednich dwóch generacji, gamę Sonaty ósmej generacji poszerzył w lutym 2020 roku także spalinowo-elektryczny wariant o napędzie hybrydowym. Pod kątem wizualnym upodobniono go to pośrednich wariantów wyposażeniowych, wyróżniając się chromowanym wypełnieniem atrapy chłodnicy z charakterystyczną, biegnącą przez całą szerokość zderzaka chromowaną poprzeczką. Układ napędowy pojazdu utworzył 2-litrowy silnik benzynowy o mocy 150 KM, który połączono z 52-konnym silnikiem elektrycznym, a także panelami solarnymi umieszczonymi na dachu. Łączne spalanie w trybie mieszanym określono na ok. 4,7-litra na 100 kilometrów.

### Sonata N-Line
Po raz pierwszy oferta Hyundaia Sonaty została poszerzona także o topowy wariant Sonata N-Line. Pod kątem wizualnym otrzymał on dodatkowe wloty powietrza w zderzaku, 19-calowe alufelgi, a także poczwórną końcówkę wydechu, inny wzór atrapy chłodnicy i malowany na czarno dach. Sonata N-Line napędzona została przez najmocniejszą w gamie silnikowej 2,5-litrowa jednostkę benzynową rozwijającą moc 290 KM i 311 Nm maksymalnego momentu obrotowego.

### Sprzedaż
Wbrew wcześniejszym zapowiedziom, jakie pojawiały się w mediach motoryzacyjnych w 2018 roku, Hyundai Sonata ósmej generacji nie trafił do sprzedaży w Europie jako następca modelu i40, a producent zamiast tego całkowicie wycofał się z klasy średniej w tym regionie. Hyundai Sonata ósmej generacji poza rodzimym rynkiem Korei Południowej, trafił do sprzedaży także w Stanach Zjednoczonych, Kanadzie, Meksyku, Australii, a także na Bliskim Wschodzie oraz w Rosji i Serbii.
Debiut ósmej generacji Sonaty zakończył się niepowodzeniem i drastycznie niższym popytem niż poprzednie generacje, nie zatrzymując tendencji spadkowej notowanej w przypadku poprzednika. Z powodu rynowej porażki, pierwotnie w połowie 2021 roku producent planował pominąć restylizację modelu w połowie cyklu produkcyjnego i zakładał przedstawienie zupełnie nowej, dziewiątej generacji już po 4 latach produkcji, w 2023 roku. Plany te jednak zrewidowano niespełna rok później – w maju 2022 media motoryzacyjne opisały, że koreański producent planuje zakończyć produkcję Sonaty po zakończeniu cyklu produkcyjnego bez następcy i wycofać się z coraz bardziej marginalizowanego segmentu na rzecz popularniejszych modeli. Ostatecznie, samochód przeszedł ostatnie przed zniknięciem rynku modyfikacje w 2023 roku.

### Silniki
- R4 1.6 T-GDI 182 KM
- R4 2.5 MPI
- R4 2.5 GDI 194 KM
- R4 2.0l Hybrid